# Lista celor mai bine vândute jocuri video
Aceasta este lista celor mai bine vândute jocuri video:
| Nume                                  | Copii vândute | Platforma        | Data lansării | Dezvoltător                      | Publicător                     | Sursa         |
| ------------------------------------- | ------------- | ---------------- | ------------- | -------------------------------- | ------------------------------ | ------------- |
| Minecraft                             | 176,000,000   | Multi-platform   | 2009          | Mojang                           | Mojang                         | [ 3 ]         |
| Tetris                                | 170,000,000   | Multi-platform   | 1984          | Elektronorgtechnica              | Spectrum HoloByte              | [ 5 ] [ e ]   |
| Grand Theft Auto V                    | 110,000,000   | Multi-platform   | 2013          | Rockstar North                   | Rockstar Games                 | [ 9 ]         |
| Wii Sports                            | 82,870,000    | Wii              | 2006          | Nintendo EAD                     | Nintendo                       | [ 10 ]        |
| PlayerUnknown's Battlegrounds         | 50,000,000    | Multi-platform   | 2017          | PUBG Corporation                 | PUBG Corporation               | [ 11 ]        |
| Pokémon Red/Green/Blue/Yellow         | 47,520,000    | Multi-platform   | 1996          | Game Freak                       | Nintendo                       | [ f ]         |
| Wii Fit and Wii Fit Plus              | 43,800,000    | Wii              | 2007          | Nintendo EAD                     | Nintendo                       | [ 10 ]        |
| Super Mario Bros.                     | 43,170,000    | Multi-platform   | 1985          | Nintendo                         | Nintendo                       | [ g ]         |
| Mario Kart Wii                        | 37,200,000    | Wii              | 2008          | Nintendo EAD                     | Nintendo                       | [ 10 ]        |
| Wii Sports Resort                     | 33,100,000    | Wii              | 2009          | Nintendo EAD                     | Nintendo                       | [ 10 ]        |
| New Super Mario Bros.                 | 30,800,000    | Nintendo DS      | 2006          | Nintendo EAD                     | Nintendo                       | [ 18 ]        |
| New Super Mario Bros. Wii             | 30,260,000    | Wii              | 2009          | Nintendo EAD                     | Nintendo                       | [ 10 ]        |
| Terraria                              | 30.000.000    | Multi-platform   | 2011          | Re-Logic                         | Re-Logic                       | [ 19 ]        |
| The Elder Scrolls V: Skyrim           | 30,000,000    | Multi-platform   | 2011          | Bethesda Game Studios            | Bethesda Softworks             | [ 21 ]        |
| Diablo III and Reaper of Souls        | 30,000,000    | Multi-platform   | 2012          | Blizzard Entertainment           | Blizzard Entertainment         | [ 22 ]        |
| Pokémon Gold/Silver/Crystal           | 29,490,000    | Game Boy Color   | 1999          | Game Freak                       | Nintendo                       | [ h ]         |
| Duck Hunt                             | 28,300,000    | NES              | 1984          | Nintendo R&D1                    | Nintendo                       | [ 24 ]        |
| Wii Play                              | 28,020,000    | Wii              | 2006          | Nintendo EAD                     | Nintendo                       | [ 10 ]        |
| Grand Theft Auto: San Andreas         | 27,500,000    | Multi-platform   | 2004          | Rockstar North                   | Rockstar Games                 | [ 25 ]        |
| Call of Duty: Modern Warfare 3        | 26,500,000    | Multi-platform   | 2011          | Infinity Ward Sledgehammer Games | Activision                     | [ 26 ]        |
| Call of Duty: Black Ops               | 26,200,000    | Multi-platform   | 2010          | Treyarch                         | Activision                     | [ 26 ]        |
| Mario Kart 8/Deluxe                   | 25,130,000    | Multi-platform   | 2014          | Nintendo EAD                     | Nintendo                       | [ 27 ] [ 28 ] |
| Grand Theft Auto IV                   | 25,000,000    | Multi-platform   | 2008          | Rockstar North                   | Rockstar Games                 | [ 29 ]        |
| Pokémon Diamond/Pearl/Platinum        | 24,730,000    | Nintendo DS      | 2006          | Game Freak                       | Nintendo / The Pokémon Company | [ i ]         |
| Pokémon Sun/Moon/Ultra Sun/Ultra Moon | 24,520,000    | Nintendo 3DS     | 2016          | Game Freak                       | Nintendo / The Pokémon Company | [ j ]         |
| Call of Duty: Black Ops II            | 24,200,000    | Multi-platform   | 2012          | Treyarch                         | Activision                     | [ 26 ]        |
| FIFA 18                               | 24,000,000    | Multi-platform   | 2017          | EA Canada                        | Electronic Arts                | [ 32 ]        |
| Kinect Adventures!                    | 24,000,000    | Xbox 360         | 2010          | Good Science Studio              | Microsoft Studios              | [ 33 ]        |
| Red Dead Redemption 2                 | 24,000,000    | Multi-platform   | 2018          | Rockstar Studios                 | Rockstar Games                 | [ 34 ]        |
| Sonic the Hedgehog                    | 23,982,960    | Multi-platform   | 1991          | Sonic Team                       | Sega                           | [ k ]         |
| Nintendogs                            | 23,960,000    | Nintendo DS      | 2005          | Nintendo EAD                     | Nintendo                       | [ 18 ]        |
| Mario Kart DS                         | 23,600,000    | Nintendo DS      | 2005          | Nintendo EAD                     | Nintendo                       | [ 18 ]        |
| Call of Duty: Modern Warfare 2        | 22,700,000    | Multi-platform   | 2009          | Infinity Ward                    | Activision                     | [ 26 ]        |
| Pokémon Ruby/Sapphire/Emerald         | 22,540,000    | Game Boy Advance | 2002          | Game Freak                       | Nintendo / The Pokémon Company | [ l ]         |
| Super Mario World                     | 20,972,500    | Multi-platform   | 1990          | Nintendo EAD                     | Nintendo                       | [ m ]         |
| Frogger                               | 20,000,000    | Multi-platform   | 1981          | Konami                           | Sega                           | [ 41 ] [ 42 ] |
| Grand Theft Auto: Vice City           | 20,000,000    | Multi-platform   | 2002          | Rockstar North                   | Rockstar Games                 | [ 43 ]        |
| Lemmings                              | 20,000,000    | Multi-platform   | 1991          | DMA Design                       | Psygnosis                      | [ 44 ]        |
| Borderlands 2                         | 20,000,000    | Multi-platform   | 2012          | Gearbox Software                 | 2K Games                       | [ 45 ]        |
| Brain Age                             | 19,010,000    | Nintendo DS      | 2005          | Nintendo SPD                     | Nintendo                       | [ 18 ]        |
| Super Mario Bros. 3                   | 19,000,000    | Multi-platform   | 1988          | Nintendo                         | Nintendo                       | [ n ]         |
| Call of Duty: Ghosts                  | 19,000,000    | Multi-platform   | 2013          | Infinity Ward                    | Activision                     | [ 47 ]        |
| Super Mario Land                      | 18,370,500    | Multi-platform   | 1989          | Nintendo R&D1                    | Nintendo                       | [ o ]         |
| Mario Kart 7                          | 18,260,000    | Nintendo 3DS     | 2011          | Nintendo EAD                     | Nintendo                       | [ 31 ]        |
| Sonic & Sega All-Stars Racing         | 17,770,000    | Multi-platform   | 2011          | Sumo Digital                     | Sega                           | [ p ]         |
| Grand Theft Auto III                  | 17,500,000    | Multi-platform   | 2001          | DMA Design                       | Rockstar Games                 | [ 54 ]        |
| The Last of Us/Remastered             | 17,000,000    | Multi-platform   | 2013          | Naughty Dog                      | Sony Computer Entertainment    | [ 55 ]        |
| Pokémon X and Y                       | 16,390,000    | Nintendo 3DS     | 2013          | Game Freak                       | Nintendo / The Pokémon Company | [ 31 ]        |
| The Sims                              | 16,000,000    | Multi-platform   | 2000          | Maxis                            | Electronic Arts                | [ 56 ]        |
| Need for Speed: Most Wanted           | 16,000,000    | Multi-platform   | 2005          | EA Black Box                     | Electronic Arts                | [ 57 ]        |

## Console

### Atari

#### Atari 2600

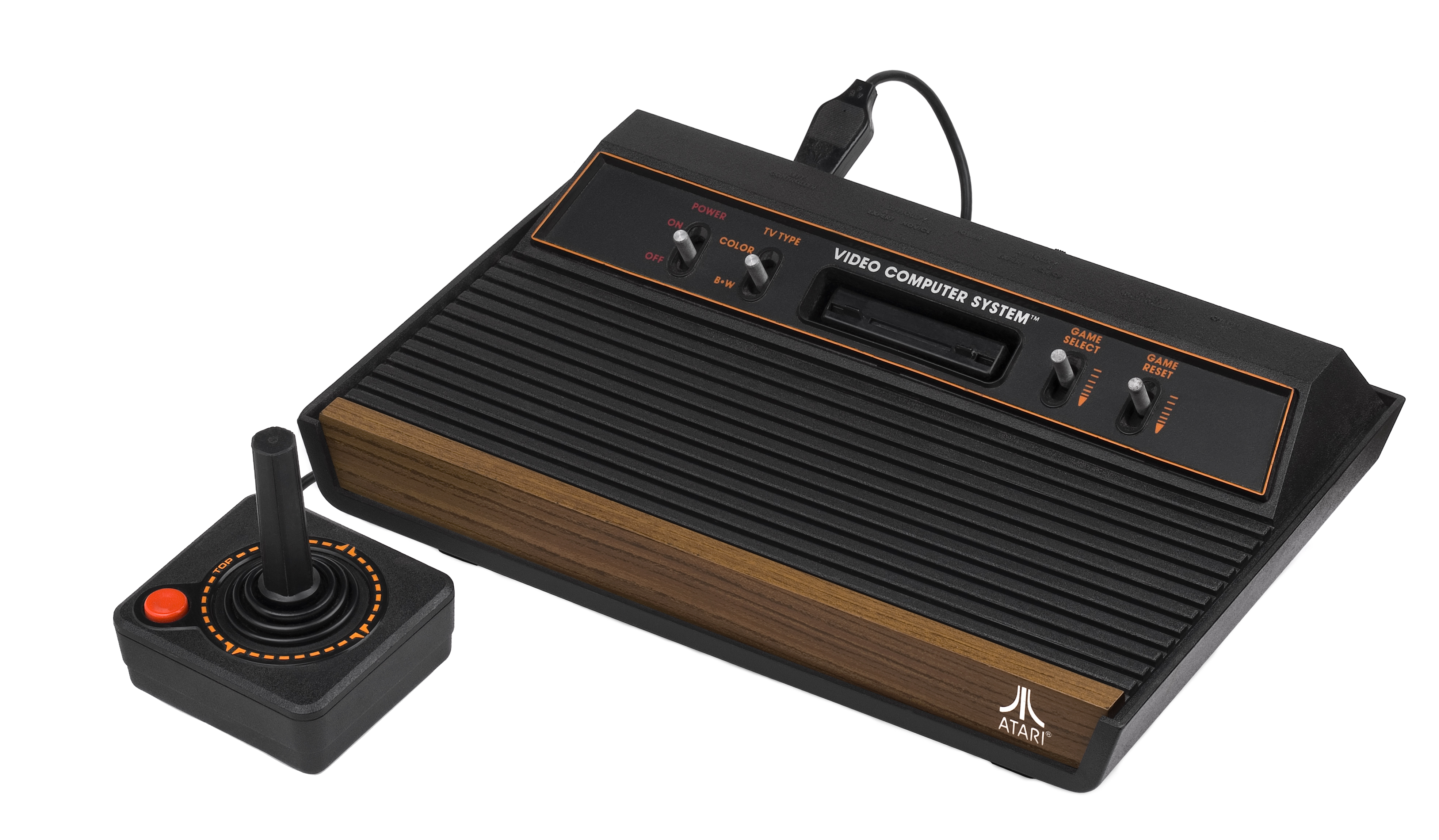
Atari 2600

| Titlu                      | An   | Copii vândute | Comentarii                                                                  |
| -------------------------- | ---- | ------------- | --------------------------------------------------------------------------- |
| Pac-Man                    | 1982 | 7 milioane    | Cel mai bine vândut joc video până la acea dată.                            |
| Pitfall!                   | 1982 | 4 milioane    |                                                                             |
| Asteroids                  | 1981 | 3,8 milioane  | Cel mai bine vândut joc pentru Atari 2600 până la lansarea jocului Pac-Man. |
| Missile Command            | 1980 | 2,5 milioane  |                                                                             |
| Space Invaders             | 1980 | 2 milioane    | Primul joc care s-a vândut în peste un milion de casete.                    |
| Demon Attack               | 1982 | 2 milioane    |                                                                             |
| E.T. the Extra-Terrestrial | 1982 | 1,5 milioane  |                                                                             |
| Adventure                  | 1979 | un milion     |                                                                             |
| Atlantis                   | 1982 | un milion     |                                                                             |
| Cosmic Ark                 | 1982 | un milion     |                                                                             |
| Kaboom!                    | 1981 | un milion     |                                                                             |
| Megamania                  | 1982 | un milion     |                                                                             |
| River Raid                 | 1982 | un milion     |                                                                             |

### Coleco

#### ColecoVision
Jocuri pentru ColecoVision care s-au vândut în peste un milion de exemplare.
- Donkey Kong (2 milioane)[69]

### Mattel

#### Intellivision

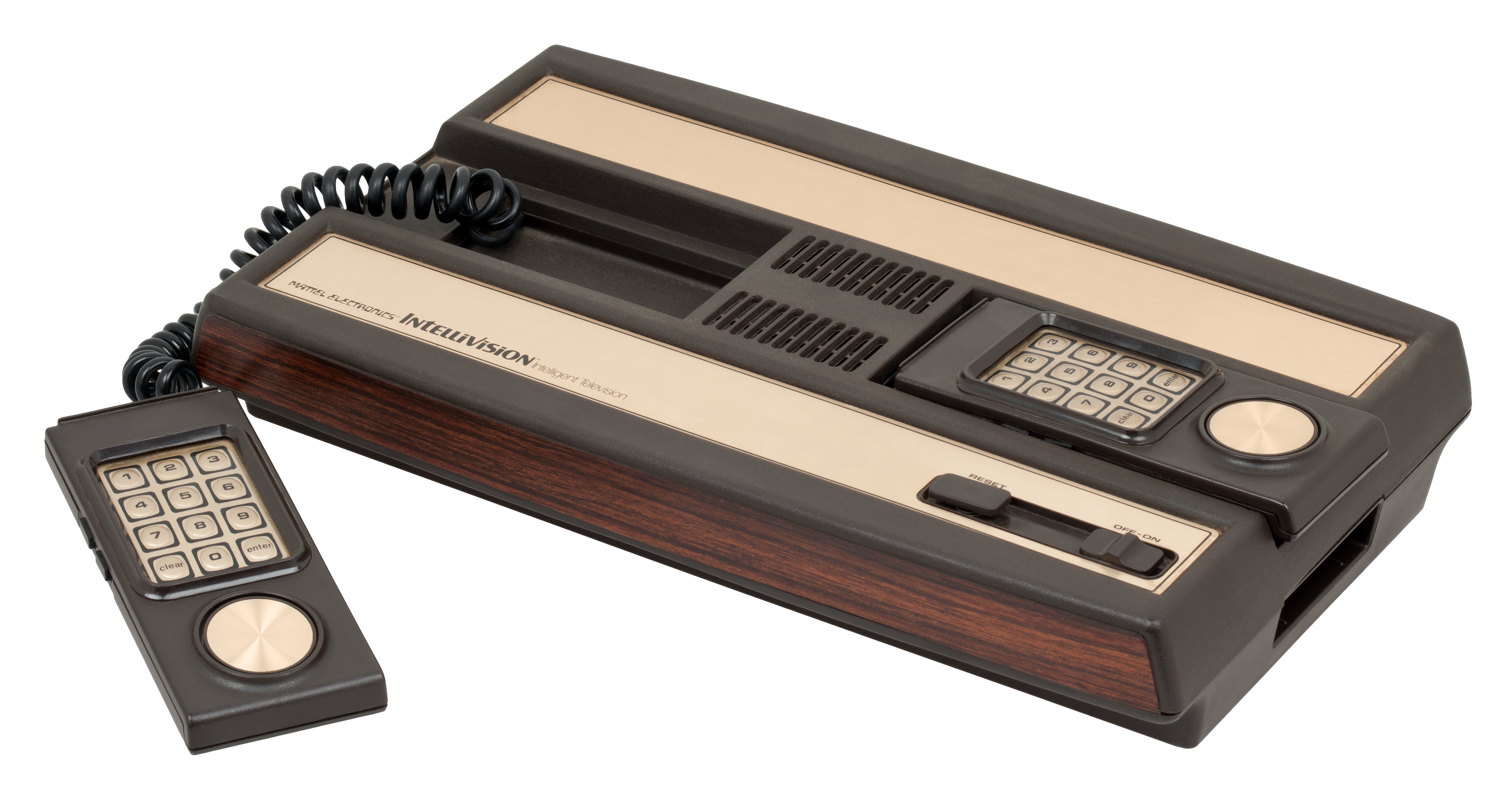
Intellivision

Jocuri pentru Intellivision care s-au vândut în peste un milion de exemplare.
- Las Vegas Poker & Blackjack (2 milioane expediate)[70][71]
- Astrosmash (un milion)[70][72]
- Major League Baseball (un milion;[70] 1.0857 milioane expediate)[73]
- NFL Football (un milion)[70]
- Space Armada (un milion)[70]
- Space Battle (un milion)[70]

### Microsoft

#### Xbox

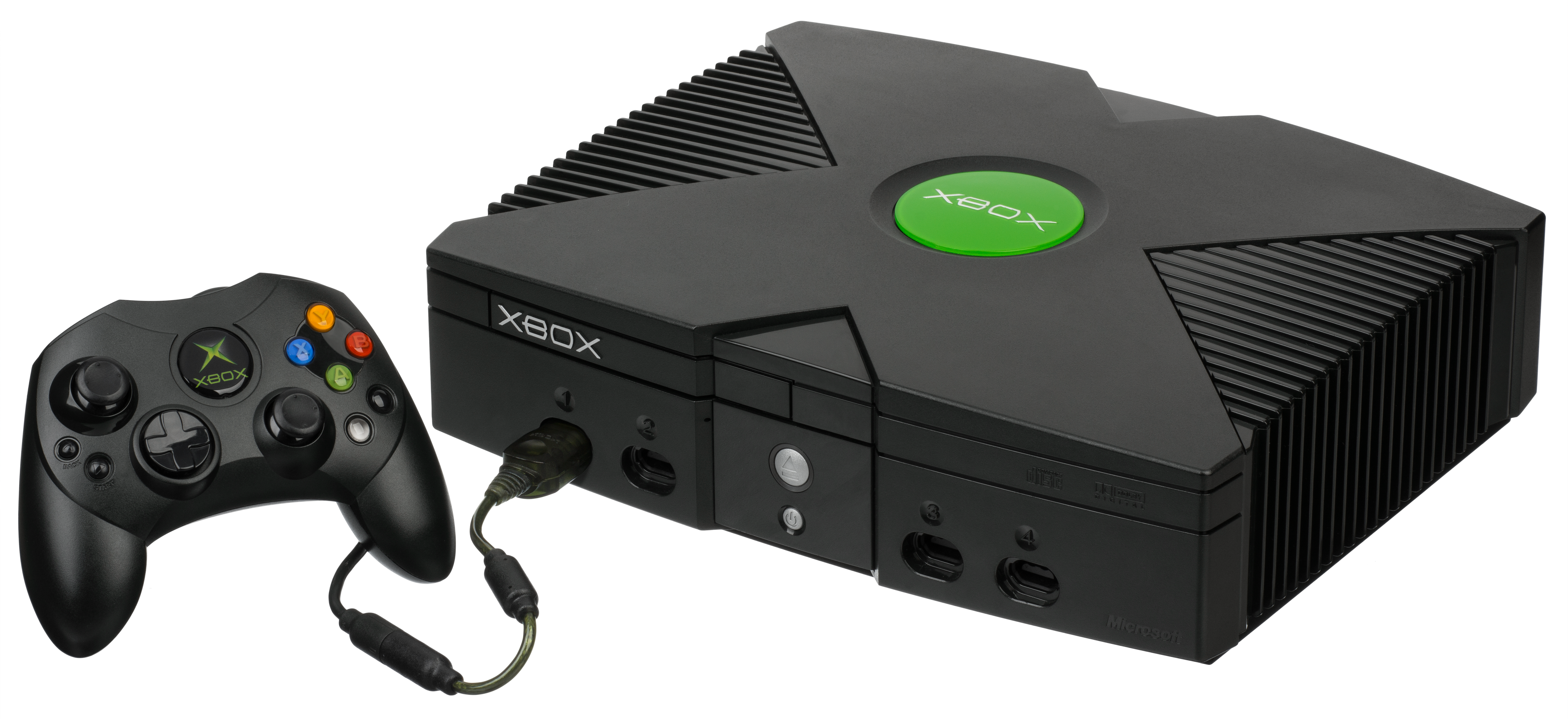
Xbox

Jocuri pentru Xbox care s-au vândut în peste un milion de exemplare.
- Halo 2 (8 milioane)[74]
- Halo: Combat Evolved (5 milioane)[75]
- Tom Clancy's Splinter Cell (3 milioane: 2,4 milioane în SUA,[76] 600.000 în Europa,[77] 5,449 în Japonia)[78]
- Fable (3 milioane,[79] probabil incluse și cele pentru PC)
- Project Gotham Racing (2,5 milioane)[80]
- Grand Theft Auto Double Pack (1,7 milioane: 1,59 milioane în SUA,[81] 100.000 în Regatul Unit,[82] 10,515 în Japonia)[78]
- Star Wars: Knights of the Old Republic (1.58 milioane: 1.48 milioane în SUA,[81] 100.000 în Regatul Unit)[82]
- Counter-Strike (1,5 milioane)[83][84]
- Grand Theft Auto: San Andreas (1,46 milioane: 1,26 milioane în SUA,[81] 200.000 în Regatul Unit)[85]
- Need for Speed: Underground 2 (1,44 milioane: 1,24 milioane în SUA,[81] 200.000 în Regatul Unit)[85]
- Madden NFL 2005 (1.42 milioane în SUA)[81]
- Madden NFL 06 (1.41 milioane în SUA)[81]
- Call of Duty 2: Big Red One (1,39 milioane în SUA)[81]
- ESPN NFL 2K5 (1.38 milioane în SUA)[81]
- The Elder Scrolls III: Morrowind (1,36 milioane în SUA)[81]
- Dead or Alive 3 (1,28 milioane: 1,06 milioane în SUA,[81] 217,149 în Japonia)[78]
- Star Wars: Battlefront (1,22 milioane: 1,12 milioane în SUA,[81] 100.000 în Regatul Unit)[82]
- Star Wars: Battlefront II (1,13 milioane: 1,03 milioane în SUA,[81] 100.000 în Regatul Unit)[82]
- Tom Clancy's Ghost Recon (1,13 milioane: 1,12 milioane în SUA,[81] 7,643 în Japonia)[78]
- Need for Speed: Underground (un milion: 1,02 milioane în SUA,[81] 100.000 în Regatul Unit)[82]

#### Xbox 360

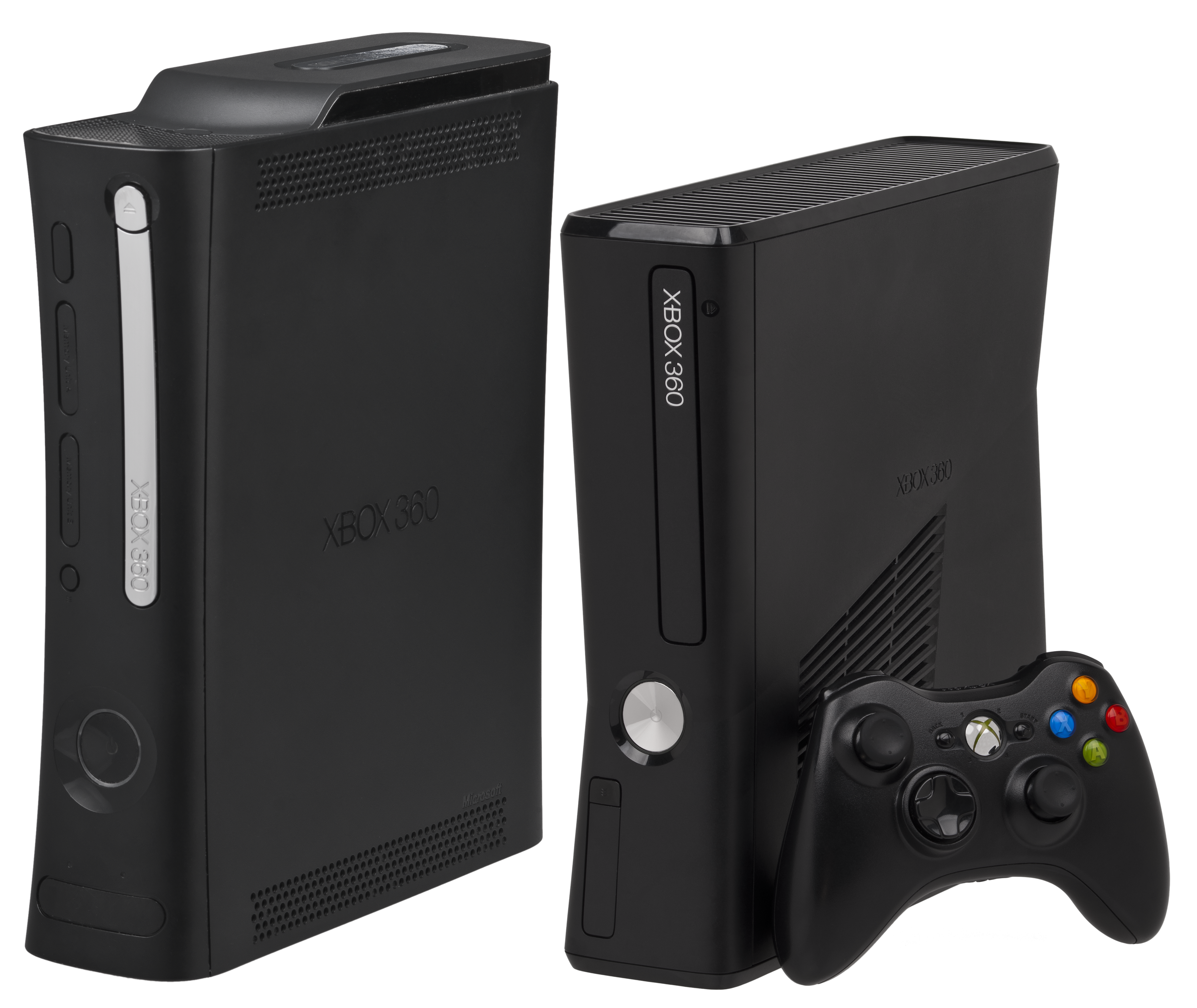
Xbox 360 Elite and Xbox 360 S consoles.

Jocuri pentru Xbox 360 care s-au vândut în cel puțin un milion de exemplare.
- Kinect Adventures (18 milioane la pachet cu Kinect)[86][87]
- Grand Theft Auto V (14 milioane)
- Call of Duty: Black Ops (12 milioane)[88]
- Halo 3 (8,1 milioane)[89]
- Call of Duty: Modern Warfare 2 (7.48un milion (aproximativ); 6.47 milioane în SUA,[90][91][92][93] 87,374 în Japonia,[94]site seems fairly unprofessional and as far as I can tell doesn't give any sources or methodology for the figures. Is there any reason to believe they aren't just made up? Is this a VGChartz-alike?[necesită citare] cel puțin un milion în Regatul Unit)[95]
- Gears of War (5 milioane,[96] probabil incluse și cele pentru PC)
- Gears of War 2 (5 milioane)[97]
- Halo: Reach (5 milioane la nivel global)[98]
- Grand Theft Auto IV (4.356 milioane (aproximativ): 3.29 milioane în SUA,[99] cel puțin un milion în Regatul Unit,[95] 59,893 and 6,210 Platinum în Japonia)[94]
- Call of Duty 4: Modern Warfare (4.226 milioane (aproximativ): 3.04 milioane în SUA,[100] 78.000 in Canada,[101] 54,742 and 53,722 Platinum Collection/The Best în Japonia,[94] cel puțin un milion în Regatul Unit)[95]
- Fable II (3,5 milioane approx. la nivel global)[102]
- Call of Duty: World at War (3.35 milioane (aproximativ): 2.75 milioane în SUA,[99] 600.000 în Regatul Unit)[103]
- Halo 3: ODST (3 milioane)[104]
- Gears of War 3 (3 milioane)[105]
- Mass Effect 2 (2 milioane)[106]
- Forza Motorsport 3 (2 milioane)[107]
- Halo Wars (un milion)[108]

Total Xbox 360 games sold as of December 2009: 353,8 milioane.

### Nintendo
Nintendo a vândut până la data de 14 decembrie 2009 3,5 miliarde exemplare.

#### Nintendo Entertainment System

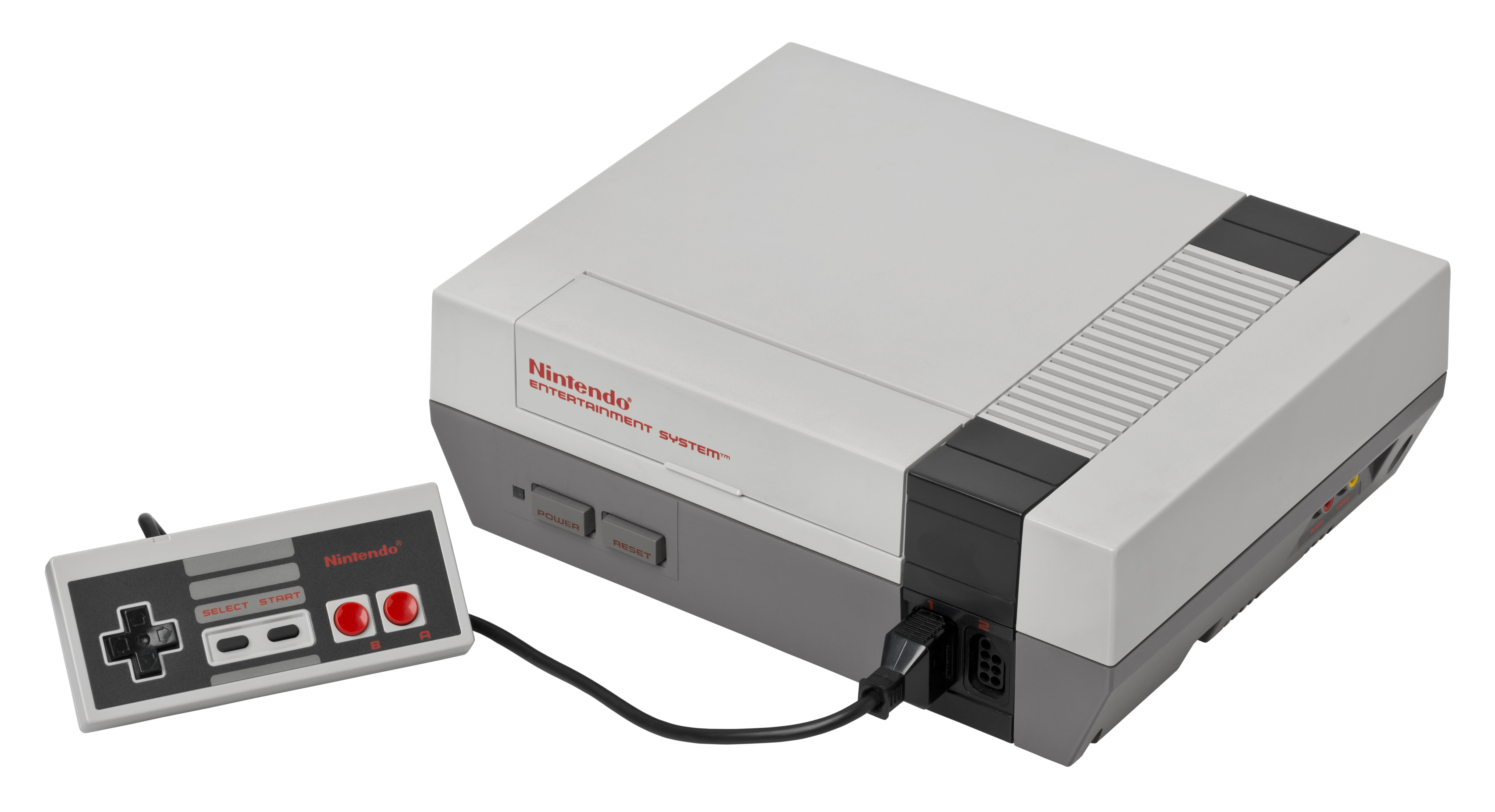
Nintendo Entertainment System

Jocuri pentru Nintendo Entertainment System (NES)/Family Computer (Famicom) care s-au vândut în peste două milioane de exemplare.
- Super Mario Bros. (40.24 milioane)[111][112]
- Super Mario Bros. 3 (18 milioane)[113]
- Super Mario Bros. 2 (10 milioane)[114]
- The Legend of Zelda (6.51 milioane)[115]
- Zelda II: The Adventure of Link (4.38 milioane)[115]
- Teenage Mutant Ninja Turtles (4 milioane)[116]
- Dragon Warrior III (3,8 milioane în Japonia)[117]
- Dragon Warrior IV (3.un milion în Japonia)[117]
- Golf (2.46 milioane în Japonia)[117]
- Dragon Warrior II (2,4 milioane în Japonia)[117][118]
- Baseball (2.35 milioane în Japonia)[117]
- R.C. Pro-Am (2,3 milioane)[119]
- Mahjong (2.13 milioane în Japonia)[117]
- Family Stadium (2.05 milioane în Japonia)[117]
- Punch-Out!! (2 milioane)[120]

Total jocuri vândute pentru Nintendo Entertainment System până la data de 2009: 500 de milioane.

##### Family Computer Disk System

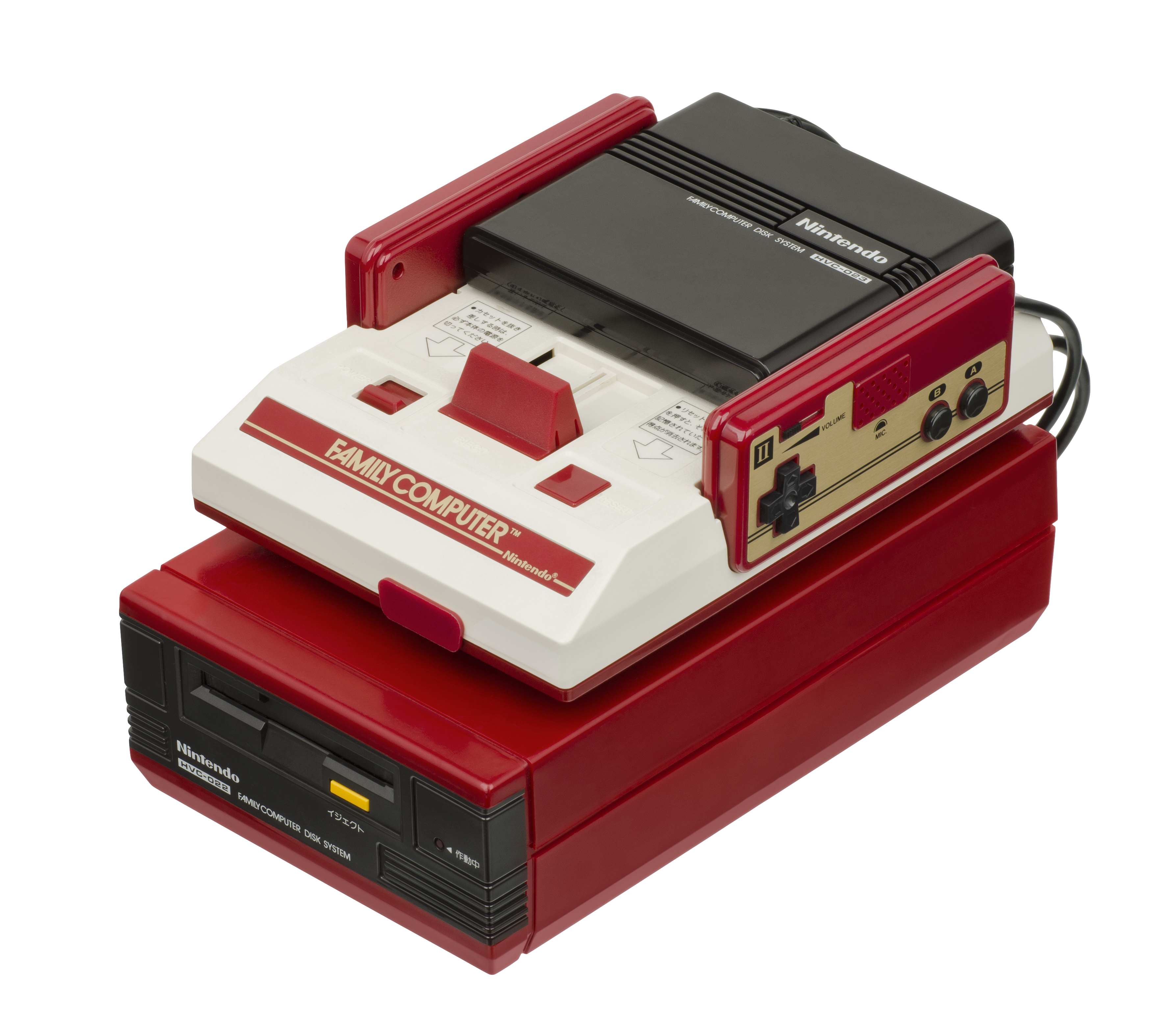
Family Computer Disk System attached to a Famicom

Jocuri Disk System care s-au vândut în peste un milion de copii. Consola a fost disponibilă doar în Japonia, asfel că jocurile au fost vândute doar în această țară.
- Super Mario Bros. 2 (2.66 milioane)[117]
- Volleyball (1.98 milioane în Japonia)[117]
- The Legend of Zelda (1.69 milioane)[117]
- Zelda II: The Adventure of Link (1.6 milioane)[117]
- Pro Wrestling (1.42 milioane în Japonia)[117]
- Kid Icarus (1.09 milioane în Japonia)[117]
- Metroid (1.04 milioane)[117]

#### Super Nintendo Entertainment System

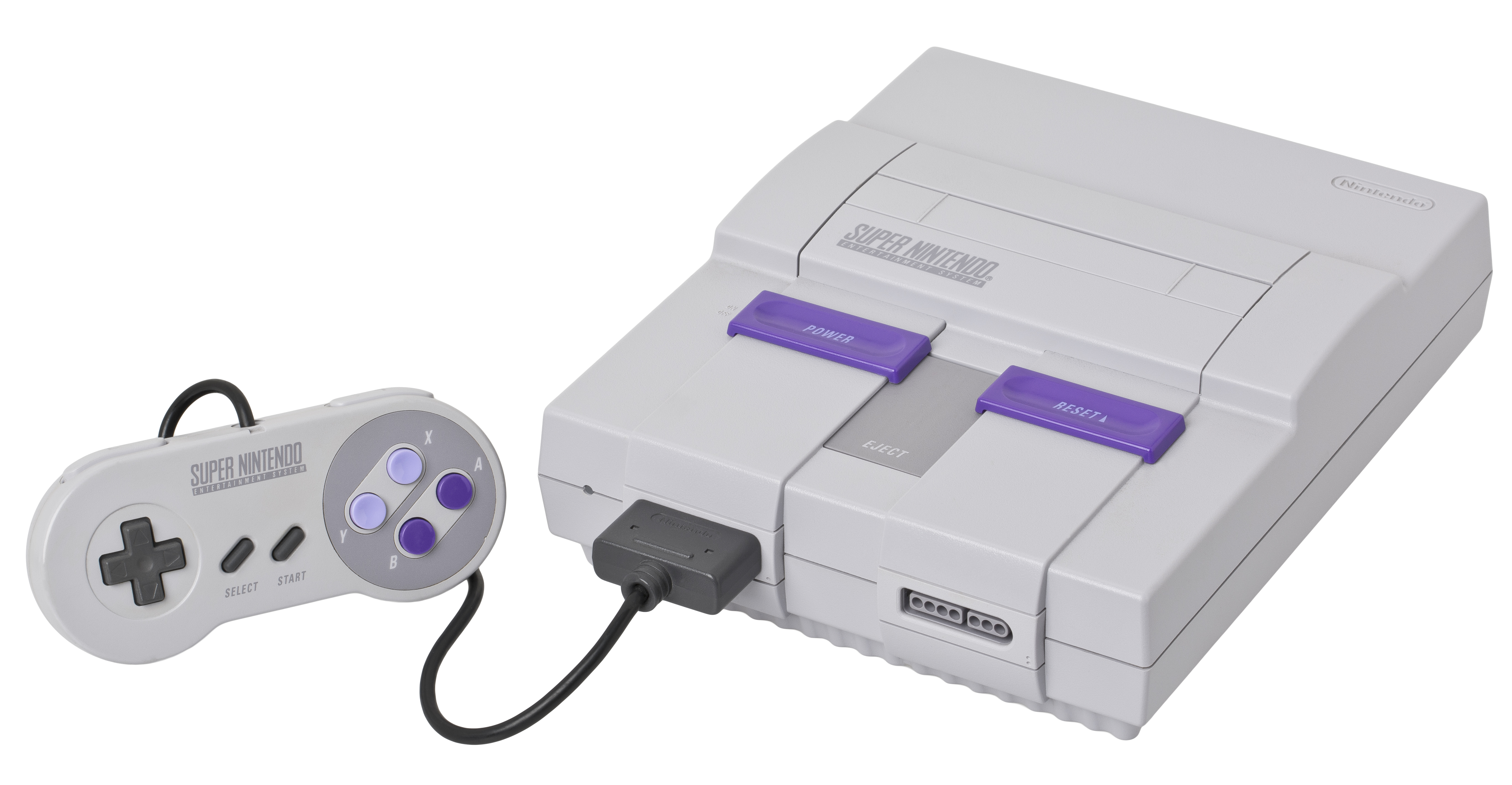
North American Super Nintendo Entertainment System

Jocuri pentru Super Nintendo Entertainment System care s-au vândut în peste patru milioane de copii.
- Super Mario World (20.60 milioane)[112][122]
- Donkey Kong Country (9 milioane)[123]
- Super Mario Kart (8 milioane)[124]
- Street Fighter II: The World Warrior (6,3 milioane)[125]
- The Legend of Zelda: A Link to the Past (4.6 milioane)[115]
- Donkey Kong Country 2: Diddy's Kong Quest (4.37 milioane (aproximativ): 2,2 milioane în Japonia,[117] 2.16 milioane în SUA)[81]
- Street Fighter II Turbo (4.un milion)[125]
- Star Fox (4 milioane)[126]
- Super Mario World 2: Yoshi's Island (4 milioane)[122]

Total jocuri vândute pentru Super Nintendo Entertainment System până la data de 31 decembrie 2009: 379 de milioane.

#### Nintendo 64

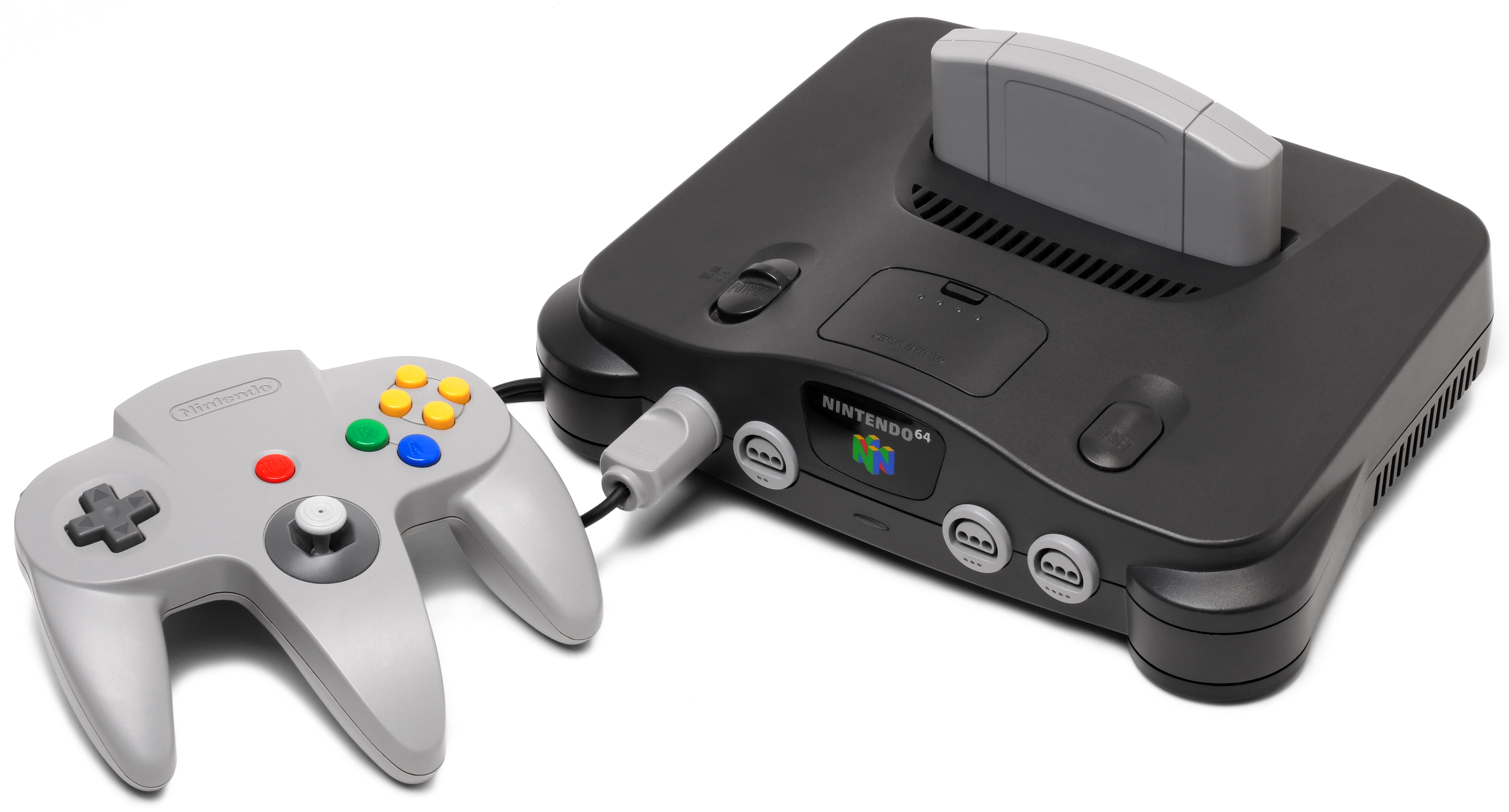
Nintendo 64

Jocuri pentru Nintendo 64 care s-au vândut în cel puțin trei milioane de exemplare.
- Super Mario 64 (11.62 milioane)[112][127]
- Mario Kart 64 (9 milioane)[128]
- GoldenEye 007 (8 milioane)[129][130]
- The Legend of Zelda: Ocarina of Time (7.6 milioane)[115]
- Super Smash Bros. (5 milioane)[131]
- Diddy Kong Racing (4.434 milioane (aproximativ): 3.78 milioane în SUA and PAL,[132] 653,928 în Japonia)[133]
- Pokémon Stadium (3.87 milioane (aproximativ): 3.16 milioane în SUA,[81] 710,765 în Japonia)[133]
- Donkey Kong 64 (3.77 milioane (aproximativ): 2.67 milioane în SUA,[81] 1.un milion în Japonia)[117]
- The Legend of Zelda: Majora's Mask (3.36 milioane)[115]
- Star Fox 64 (3.325 milioane (aproximativ): 2.76 milioane în SUA,[81] 565,222 în Japonia)[133]
- Banjo-Tooie (3 milioane)[134]

Total jocuri vândute pentru Nintendo 64 până la data de 31 decembrie 2009: 224.97 milioane.

#### Nintendo GameCube

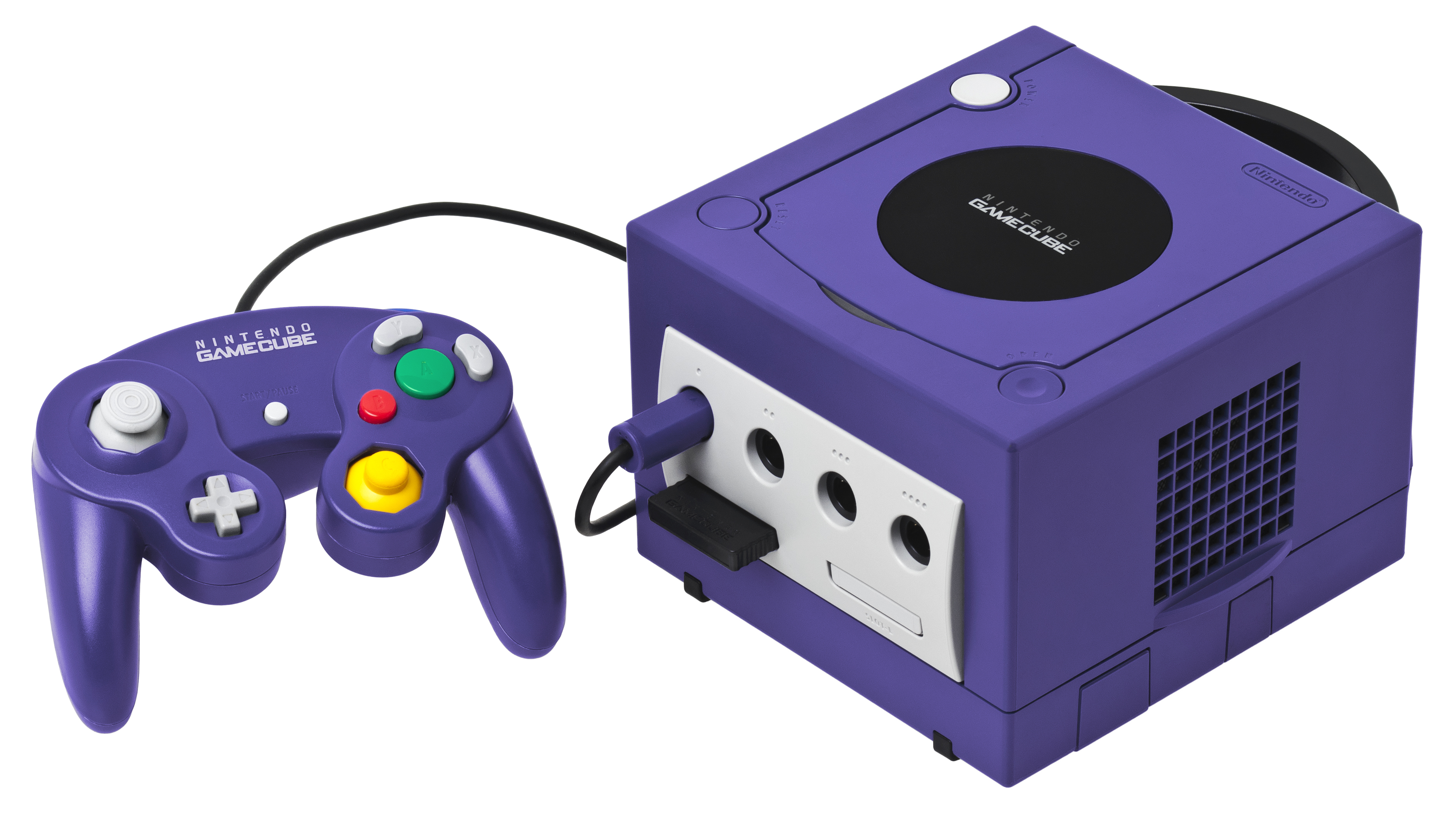
GameCube

Jocuri pentru Nintendo GameCube care s-au vândut în cel puțin două milioane de exemplare.
- Super Smash Bros. Melee (7.09 milioane)[135]
- Mario Kart: Double Dash‼ (7 milioane)[136]
- Super Mario Sunshine (5,5 milioane)[137]
- The Legend of Zelda: The Wind Waker (3.07 milioane)[115]
- Luigi's Mansion (2.639 milioane (aproximativ): 2.19 milioane în SUA,[81] 348,918 în Japonia,[138] 100.000 în Regatul Unit)[82]
- Animal Crossing (2.32un milion (aproximativ): 1.68 milioane în SUA,[81] 641,300 în Japonia)[138]
- Mario Party 4 (2.003 milioane (aproximativ): 1.un milion în SUA,[81] 902,827 în Japonia)[138]
- Metroid Prime (2 milioane)[139]

Total jocuri vândute pentru Nintendo Gamecube până la data de 31 decembrie 2009: 208.57 milioane.

#### Wii

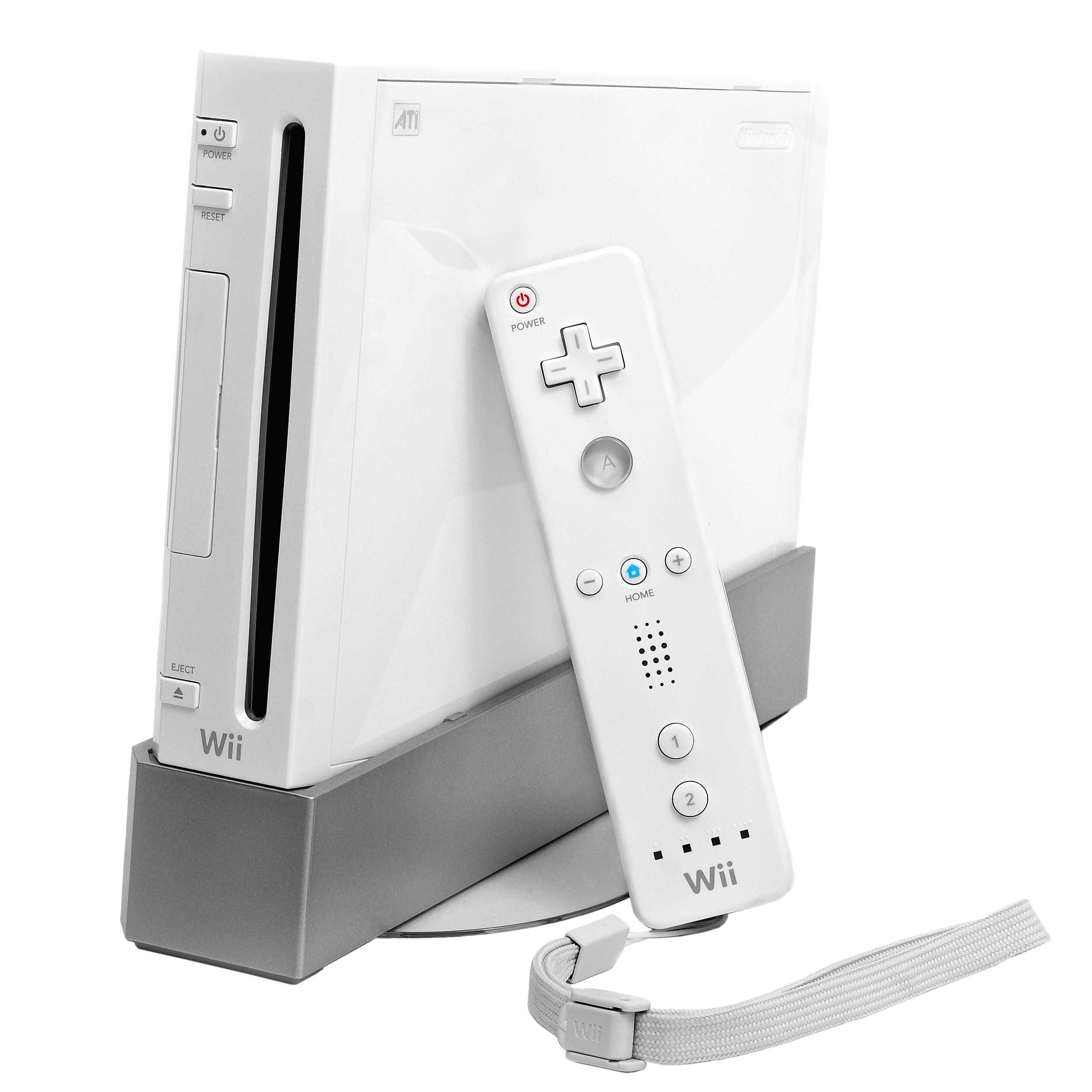
Wii

Jocuri pentru Nintendo GameCube care s-au vândut în cel puțin cinci milioane de exemplare.
- Wii Sports (76.76 milioane)[140]
- Mario Kart Wii (31.91 milioane)[140][141]
- Wii Sports Resort (29.87 milioane)[140]
- Wii Play (27.38 milioane)[142]
- New Super Mario Bros. Wii (25.47 milioane)[140]
- Wii Fit (22.6 milioane)[142]
- Wii Fit Plus (20.24 milioane)[140]
- Super Mario Galaxy (10,4 milioane)[140][143]
- Super Smash Bros. Brawl (9.48 milioane)[142]
- Wii Party (7.68 milioane)[140]
- Mario Party 8 (7.6 milioane)[144]
- Mario & Sonic at the Olympic Games (7.09 milioane)[145]
- Super Mario Galaxy 2 (6.36 milioane)[146]
- Just Dance 2 (5 milioane)[147]

Total jocuri vândute pentru Wii până la data de 31 martie 2011: 716.09 milioane.
Total jocuri vândute pentru Virtual Console până la data de 31 decembrie 2007: peste 10 milioane

#### Game Boy and Game Boy Color

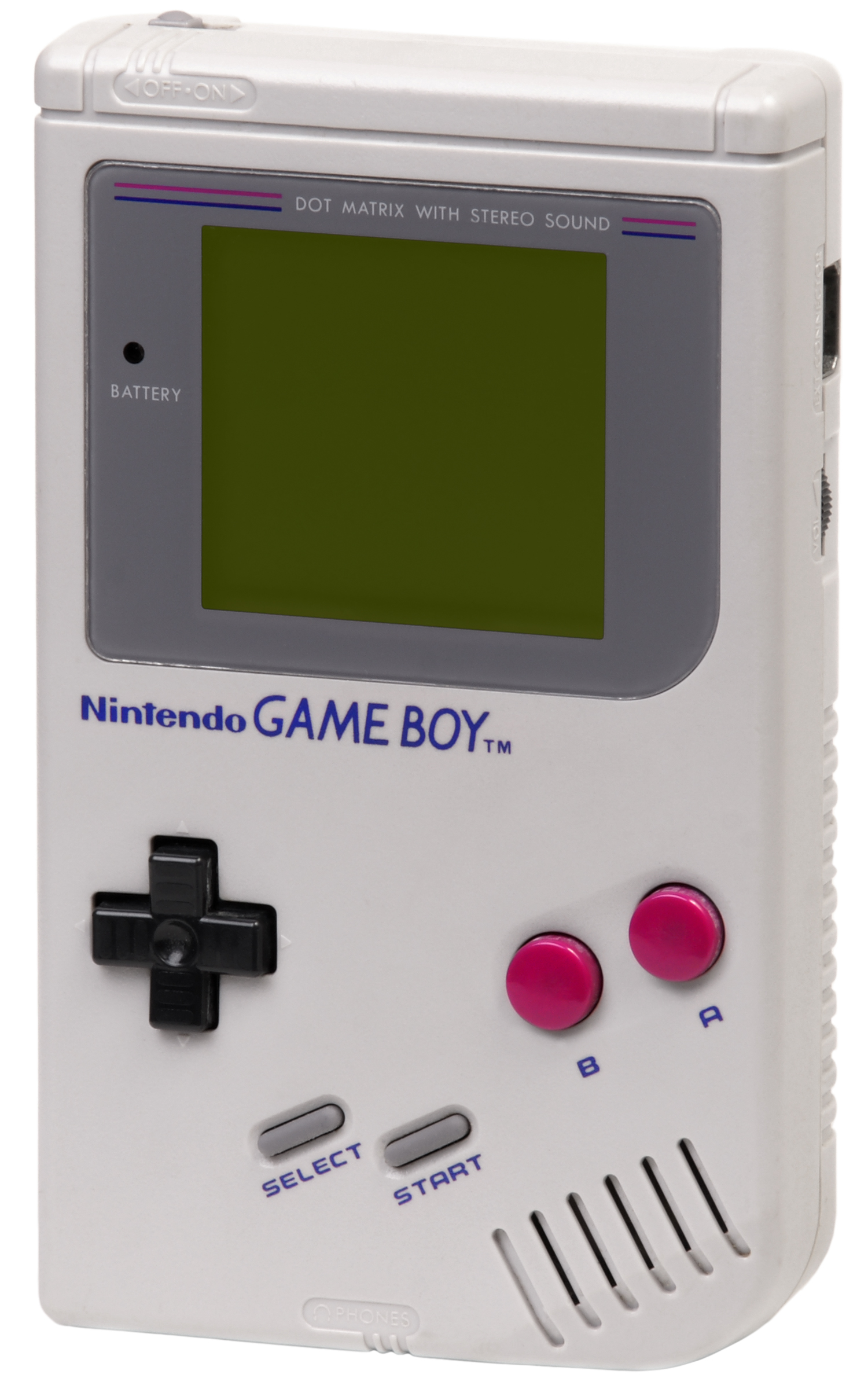
Game Boy

Jocuri pentru Game Boy și Game Boy Color care s-au vândut în cel puțin cinci milioane de exemplare.
- Tetris (35 milioane)[150]
- Pokémon Red, Green, and Blue (23.64 milioane (aproximativ): 10.23 milioane în Japonia,[117] 9,85 milioane în SUA,[81] 3.56 milioane în Regatul Unit)[151]
  - Pokémon Red (4,83 milioane în SUA,[81] 1,28 milioane în Regatul Unit)[151]
  - Pokémon Blue (5,02 milioane în SUA,[81] 1,28 milioane în Regatul Unit)[151]
- Pokémon Gold and Silver (23 milioane;[152] 7.6 milioane în SUA,[81] over 7 milioane în Japonia,[153] 600.000 in the UK)[151]
  - Pokémon Gold (cel puțin 7.45 milioane: 3.75 milioane în SUA,[81] 3,4 milioane în Japonia,[117] 300.000 in the UK)[151]
  - Pokémon Silver (cel puțin 7.66 milioane: 3.85 milioane în SUA,[81] 3,5 milioane în Japonia,[117] 300.000 in the UK)[151]
- Super Mario Land (18.06 milioane)[112][154]
- Super Mario Land 2: 6 Golden Coins (11.09 milioane)[155]
- Pokémon Yellow: Special Pikachu Edition (8.86 milioane (aproximativ): 5,1 milioane în SUA,[81] 3.16 milioane în Japonia,[117] un milion în Regatul Unit)[156]
- The Legend of Zelda: Link's Awakening (6,05 milioane (aproximativ): 3.83 milioane,[115] 2.22 milioane for the DX version)[115]

Total jocuri vândute pentru Game Boy și Game Boy Color până la data de 31 decembrie 2009: 501.11 milioane.

#### Game Boy Advance

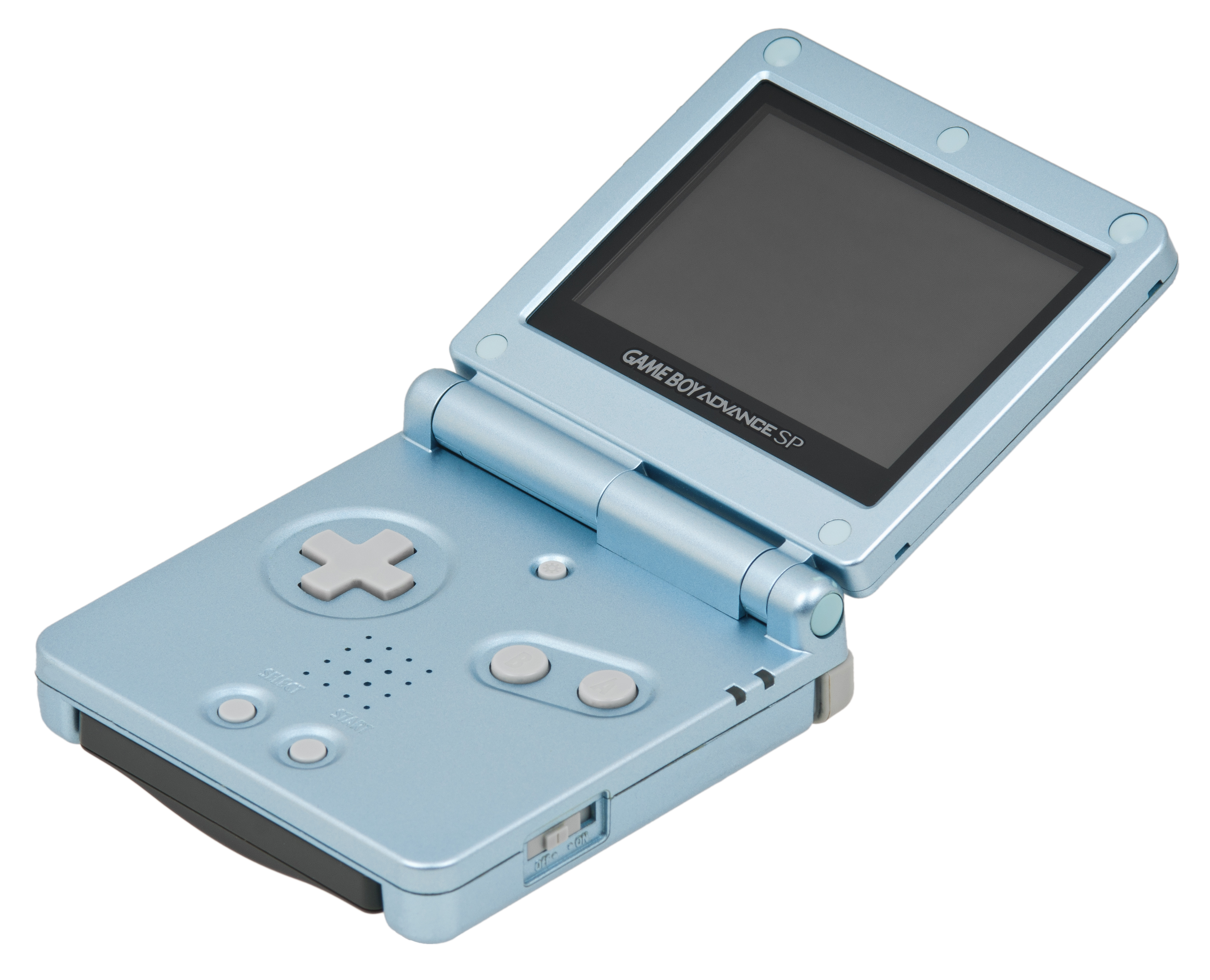
Game Boy Advance SP

Jocuri pentru Game Boy Advance care s-au vândut în cel puțin două milioane de exemplare.
- Pokémon Ruby and Sapphire (13 milioane)[157]
- Pokémon FireRed and LeafGreen (11.82 milioane)[158]
- Pokémon Emerald (6.32 milioane)[159]
- Super Mario World: Super Mario Advance 2 (4.179 milioane (aproximativ): 3.16 milioane în SUA,[81] 919,234 în Japonia,[160] 100.000 în Regatul Unit)[82]
- Super Mario Advance (3.938 milioane (aproximativ): 2.85 milioane în SUA,[81] 887,505 în Japonia,[160] 200.000 în Regatul Unit)[85]
- Mario Kart: Super Circuit (3.768 milioane (aproximativ): 2.53 milioane în SUA,[81] 938,175 în Japonia,[160] 300.000 în Regatul Unit)[151]
- Super Mario Advance 4: Super Mario Bros. 3 (3.698 milioane (aproximativ): 2.88 milioane în SUA,[81] 718,207 în Japonia,[160] 100.000 în Regatul Unit)[82]
- Namco Museum (2.96 milioane în SUA)[81]
- Pokémon Mystery Dungeon: Red Rescue Team (2,2 milioane)[159]
- Yoshi's Island: Super Mario Advance 3 (2.196 milioane (aproximativ): 1.58 milioane în SUA,[81] 515,633 în Japonia,[160] 100.000 în Regatul Unit)[82]
- The Legend of Zelda: A Link to the Past & Four Swords (2.024 milioane (aproximativ): 1.63 milioane în SUA,[81] 293,989 în Japonia,[160] 100.000 în Regatul Unit)[82]

Total jocuri vândute pentru Game Boy Advance până la data de 31 martie 2009: 377.28 milioane.

#### Nintendo DS

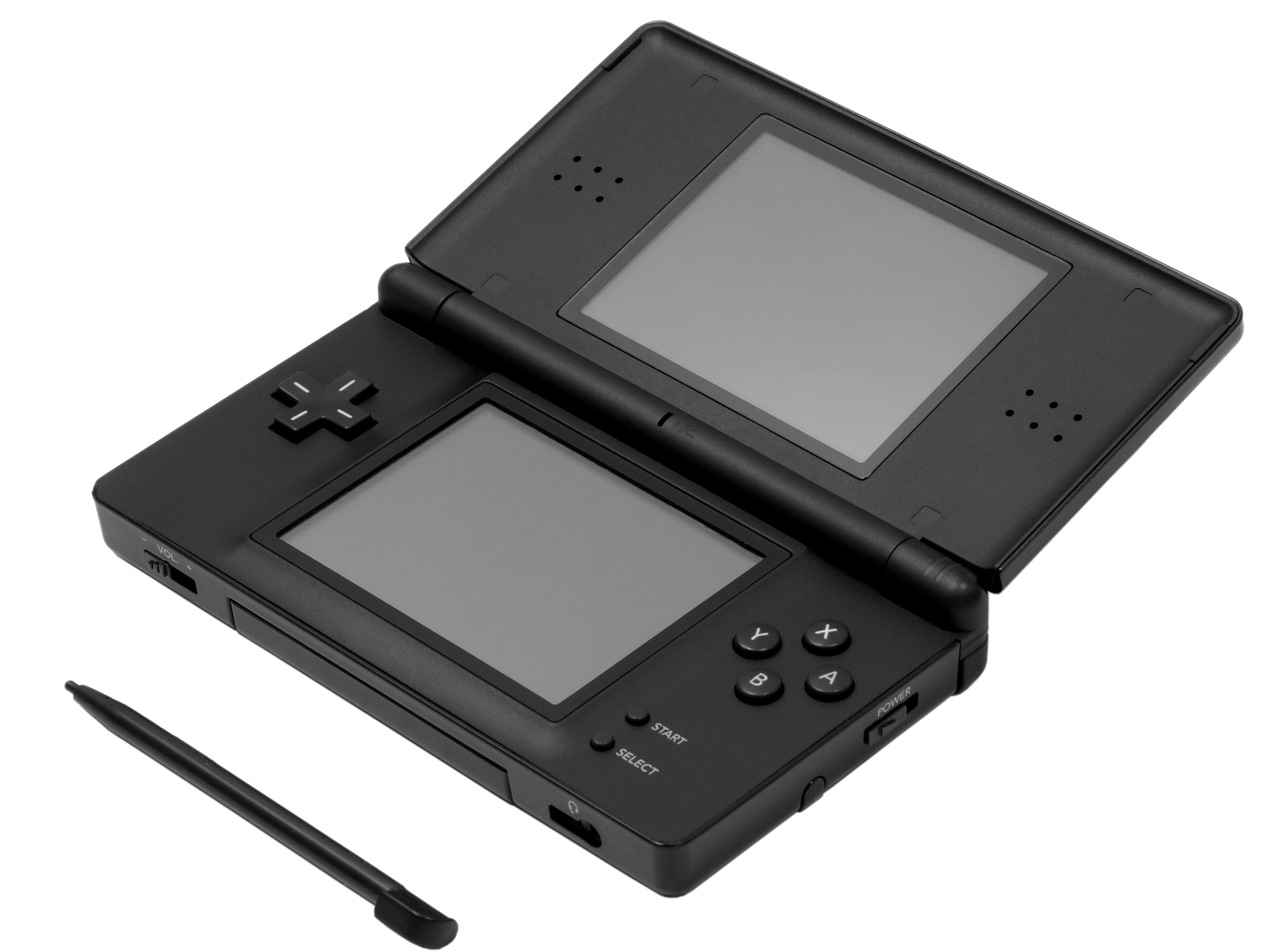
Nintendo DS Lite

Jocuri pentru Nintendo DS care s-au vândut în cel puțin cinci milioane de exemplare.
- New Super Mario Bros. (26.88 milioane)[146]
- Nintendogs All versions (23.26 milioane)[142]
- Mario Kart DS (21.04 milioane)[146]
- Brain Age: Train Your Brain in Minutes a Day! (18.72 milioane)[142]
- Pokémon Diamond and Pearl (17.39 milioane)[163]
- Brain Age 2: More Training in Minutes a Day! (13,7 milioane)[143]
- Pokémon Black and White (12.87 milioane)[141]
- Pokémon HeartGold and SoulSilver (11.90 milioane)[146]
- Animal Crossing: Wild World (10.79 milioane)[158]
- Super Mario 64 DS (9.65 milioane)[146]
- Mario Party DS (8,2 milioane)[146]
- Pokémon Platinum (7.06 milioane)[142]
- Dragon Quest IX: Sentinels of the Starry Skies (5.34 milioane (aproximativ); 4.29 milioane în Japonia,[164] 1.05 milioane overseas)[146]
- Big Brain Academy (5.0un milion)[165]

Total jocuri vândute pentru Nintendo DS până la data de 31 martie 2011: 839.48 milioane.

#### Nintendo 3DS

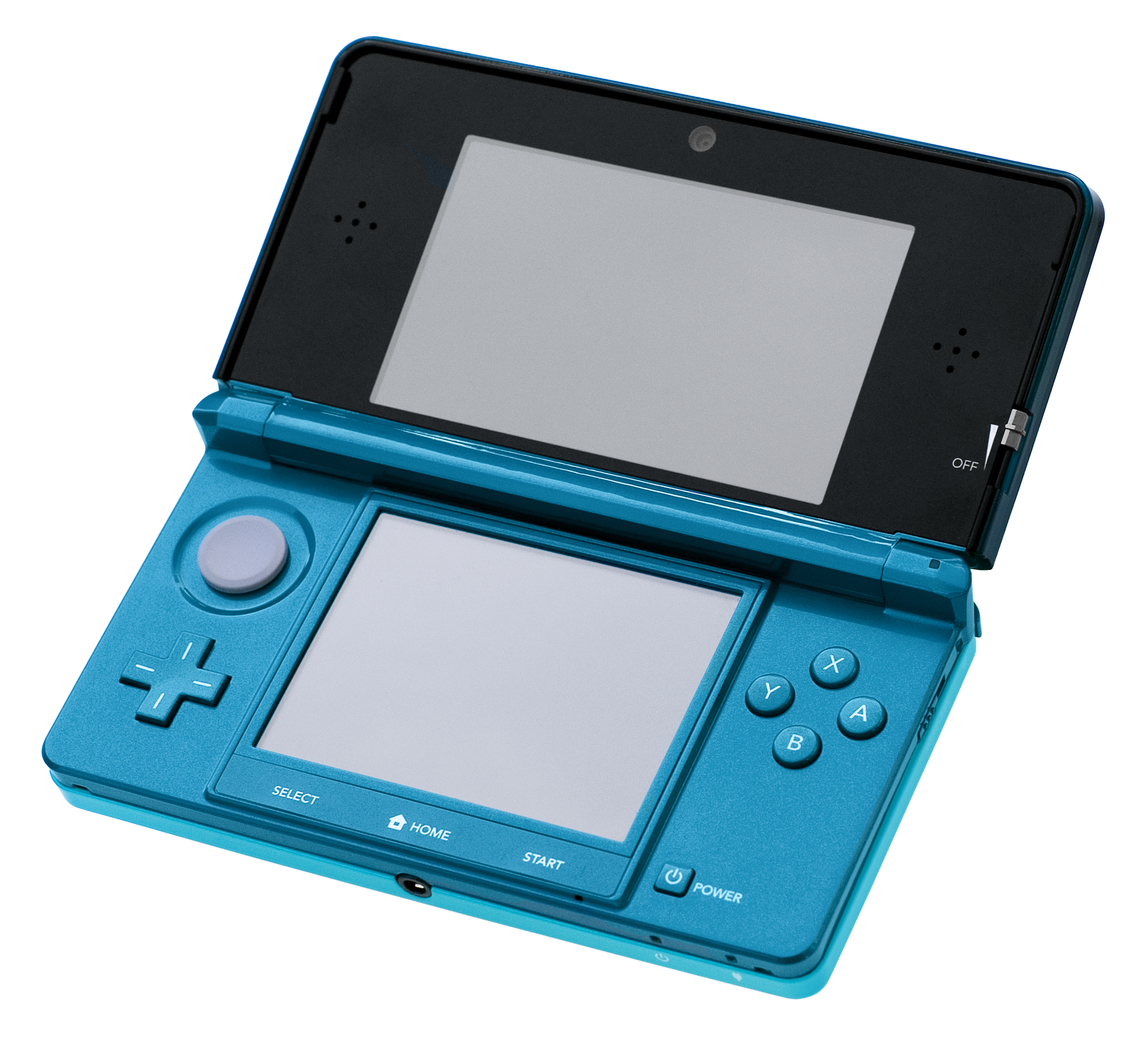
Nintendo 3DS

Jocuri pentru Nintendo 3DS care s-au vândut în cel puțin un milion de exemplare.
- Super Mario 3D Land (5.03 milioane)[166]
- Mario Kart 7 (4.54 milioane) [166]
- The Legend of Zelda: Ocarina of Time 3D (2.49 milioane)[166]
- Nintendogs + Cats (1,7 milioane)[146]
- Monster Hunter 3G (1.un milion Japan only))[167]
- Super Street Fighter IV: 3D Edition (1.00 milioane)[168]

Total jocuri vândute pentru Nintendo 3DS până la data de 31 martie 2011: 9.43 milioane.

### Sega

#### Sega Mega Drive/Genesis

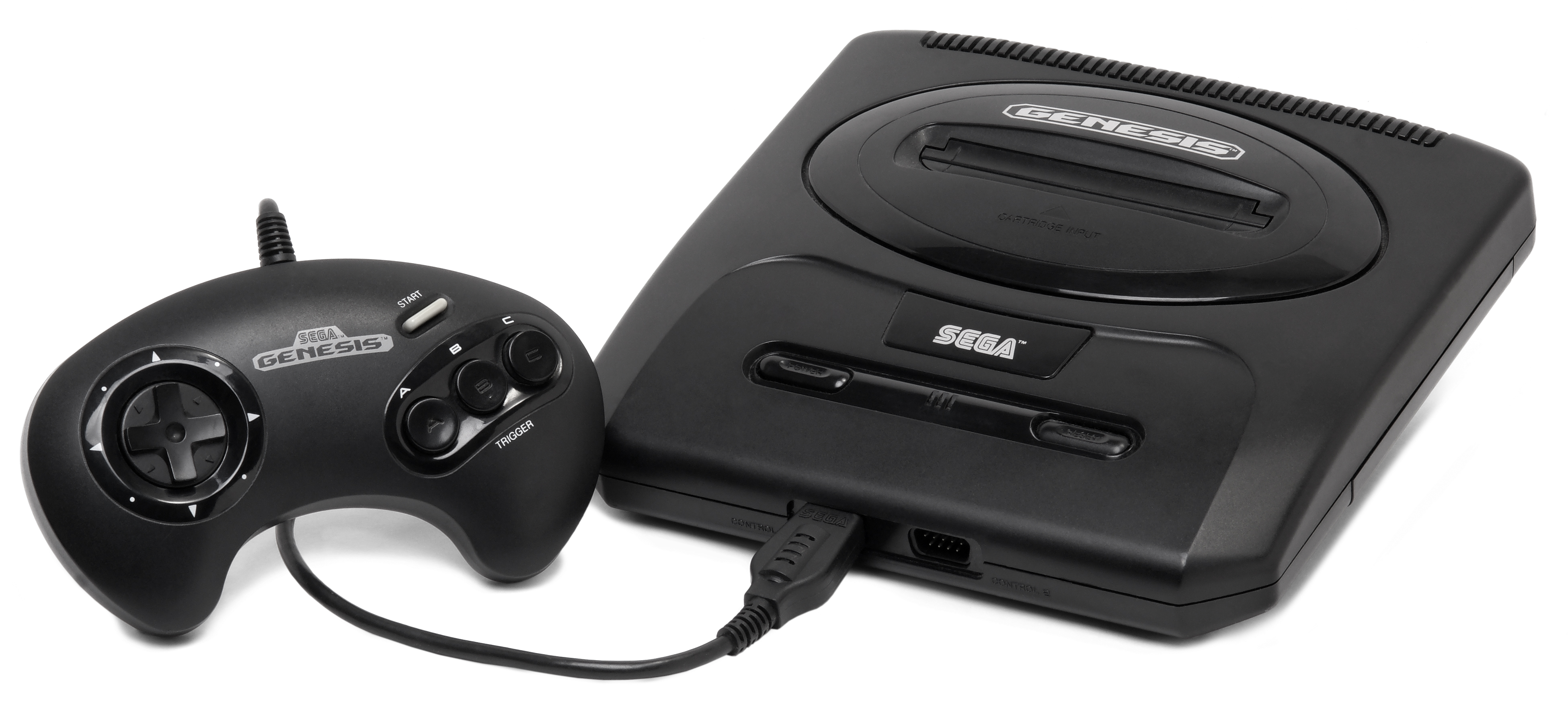
Sega Genesis

Jocuri pentru Sega Mega Drive/Genesis care s-au vândut în cel puțin un milion de exemplare.
- Sonic the Hedgehog (peste 15 milioane)[169]
- Sonic the Hedgehog 2 (6 milioane)[170]
- Aladdin (4 milioane)[171]
- NBA Jam (1.93 milioane în SUA)[81]
- Mortal Kombat II (1.78 milioane în SUA)[81]
- Street Fighter II: Special Champion Edition (1.65 milioane)[125]
- Altered Beast (at least 1,4 milioane în SUA)[172]
- Sonic & Knuckles (1.24 milioane în SUA)[81]
- Sonic the Hedgehog 3 (1.02 milioane în SUA)[81]
- Mortal Kombat 3 (1.02 milioane în SUA)[81]
- Mighty Morphin Power Rangers (un milion în SUA)[173][174]
- Ms. Pac-Man (more than un milion în SUA)[175]
- NFL 98 (more than un milion în SUA)[176]
- Sonic Spinball ("fiecare fiind vândute în peste un milion de exemplare în 1993")[177]
- Jurassic Park ("fiecare fiind vândute în peste un milion de exemplare în 1993")[177]
- NFL Football '94 Starring Joe Montana ("fiecare fiind vândute în peste un milion de exemplare în 1993")[177]
- Marvel Comic's X-Men ("fiecare fiind vândute în peste un milion de exemplare în 1993")[177]

#### Sega Saturn

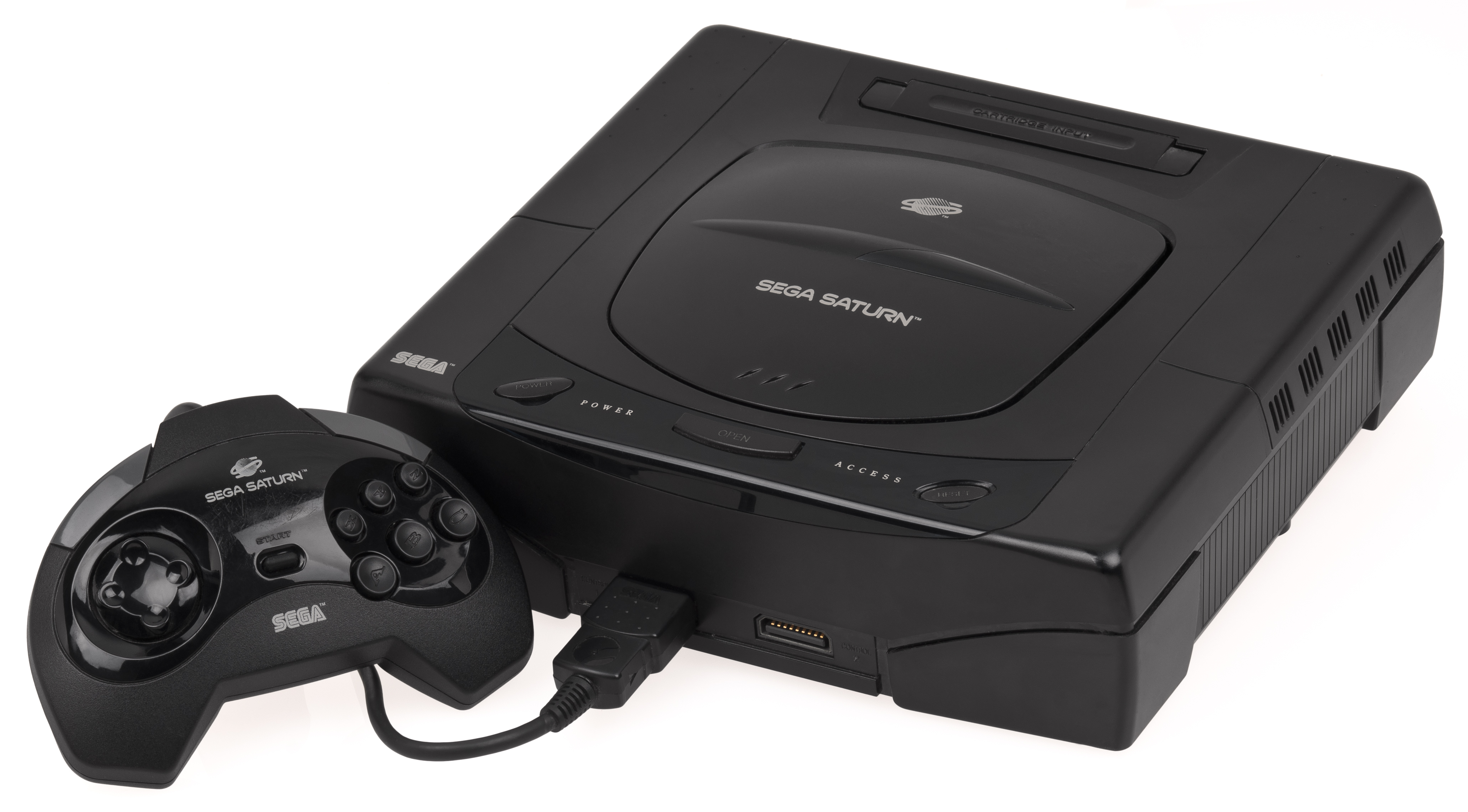
Sega Saturn

Jocuri pentru Sega Saturn care s-au vândut în cel puțin un milion de exemplare.
- Virtua Fighter 2 (2,2 milioane (aproximativ); 1,7 milioane în Japonia,[117] cel puțin 500.000 în SUA)[178]
- Sega Rally Championship (1,2 milioane)[179]
- Grandia (un milion în Japonia)[180]

#### Dreamcast

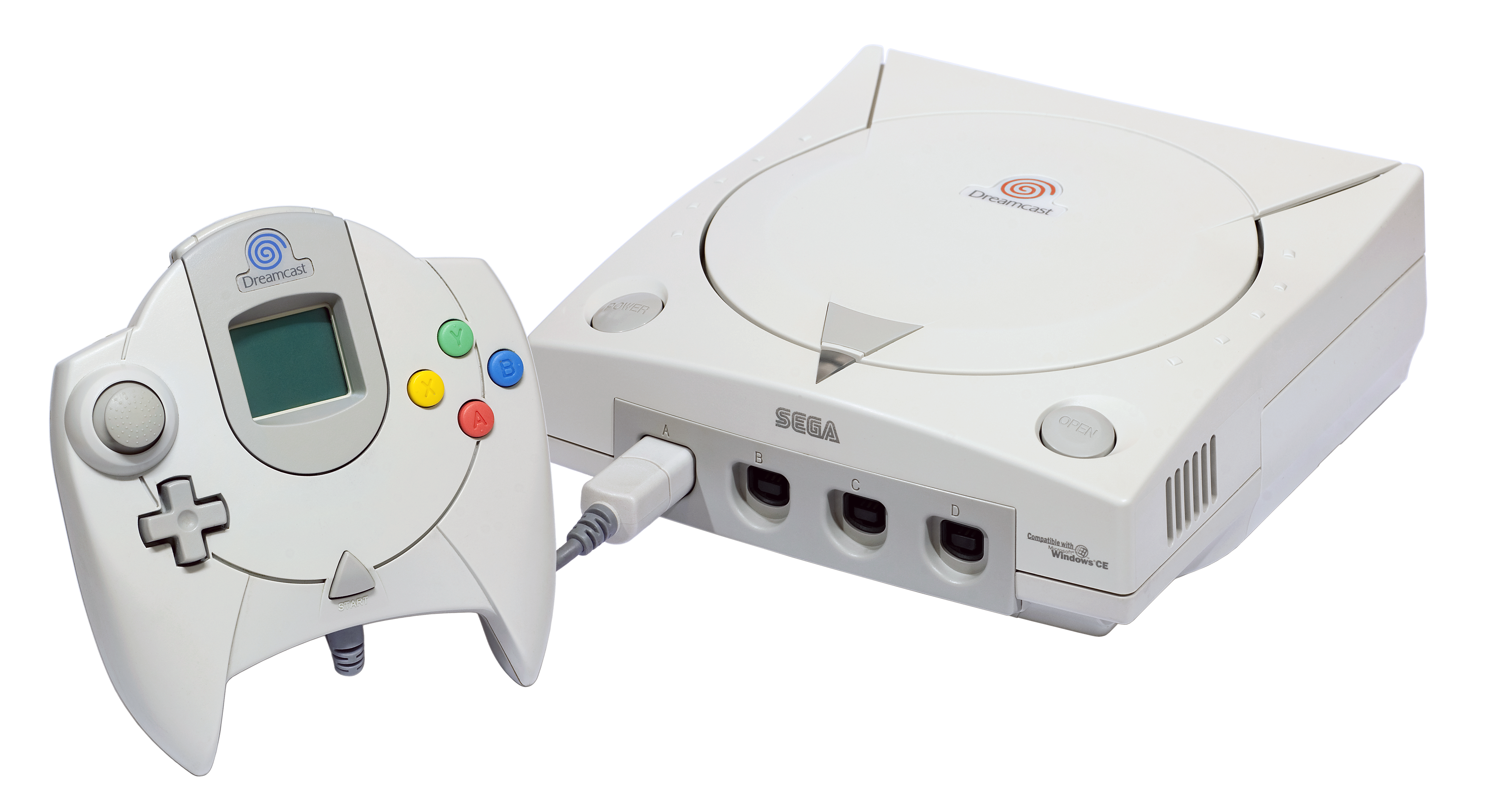
Dreamcast

Jocuri pentru Dreamcast care s-au vândut în cel puțin un milion de exemplare.
- Sonic Adventure (2,5 milioane)[181]
- Soulcalibur (1,3 milioane)[182]
- Crazy Taxi (1.225 milioane (aproximativ): 1.11 milioane în SUA,[81] 115,039 în Japonia)[183]
- Shenmue (1,2 milioane)[184]
- Resident Evil Code: Veronica (1.14 milioane)[125]
- NFL 2K (1.13 milioane în SUA)[81]
- NFL 2K1 (1.0un milion în SUA)[81]

### Sony

#### PlayStation

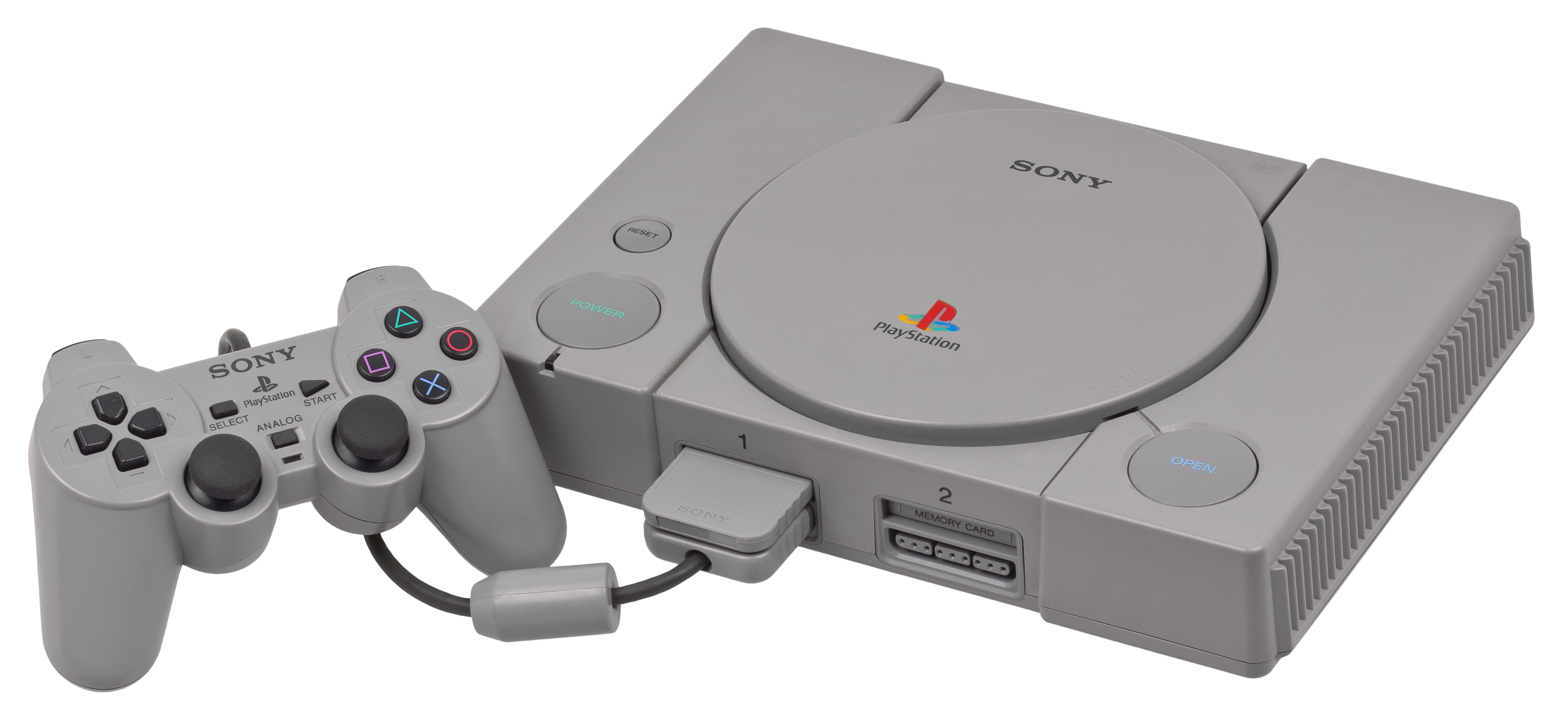
Sony PlayStation

Jocuri pentru PlayStation care s-au vândut în cel puțin cinci milioane de exemplare.
- Gran Turismo (10.85 milioane expediate)[185][186]
- Final Fantasy VII (10 milioane, includes Final Fantasy VII International)[187]
- Gran Turismo 2 (9.37 milioane expediate)[185][186]
- Final Fantasy VIII (8.15 milioane)[188]
- Tomb Raider II (8 milioane)[189]
- Metal Gear Solid (7 milioane)[190]
- Tomb Raider (7 milioane)[191]
- Crash Bandicoot (6,8 milioane)[192]
- Crash Bandicoot 3: Warped (5,7 milioane)[193]
- Final Fantasy IX (5.30 milioane)[194]

Total jocuri vândute pentru PlayStation până la data de 31 martie 2007: 962 milioane.

#### PlayStation 2

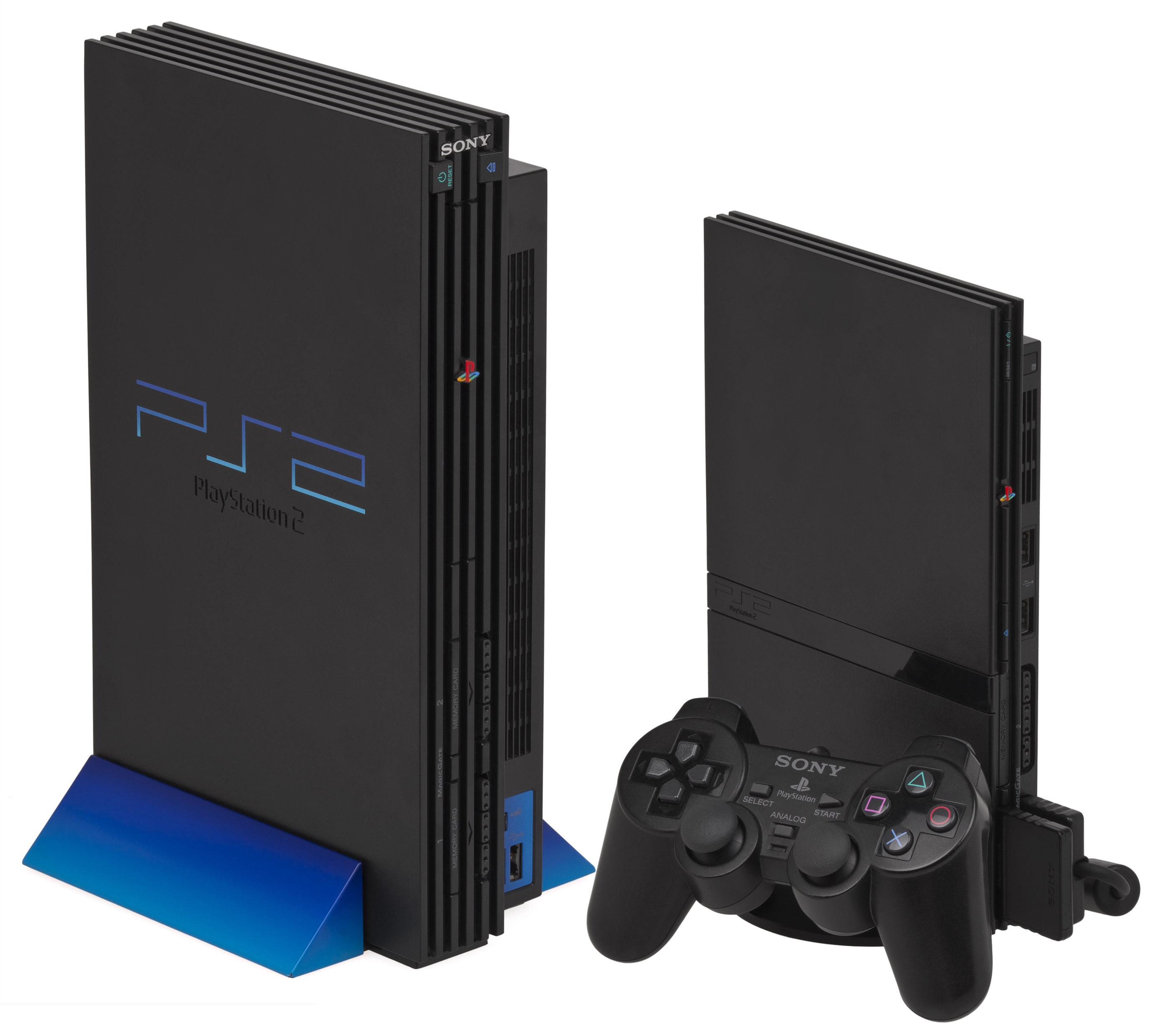
Playstation 2 Slim și PlayStation 2 inițial

Jocuri pentru PlayStation 2 care s-au vândut în cel puțin cinci milioane de exemplare.
- Grand Theft Auto: San Andreas (17.33 milioane (aproximativ))[196]
- Gran Turismo 3: A-Spec (14.89 milioane (aproximativ): 7.14 milioane in North America, 1.89 milioane în Japonia, 5.85 în Europa)[186]
- Gran Turismo 4 (11.44 milioane (aproximativ): 2.97 milioane in North America, 6.36 în Europa, 1.26 în Japonia)[186]
- Grand Theft Auto: Vice City (9,2 milioane (aproximativ): 8,2 milioane în SUA,[81] 410,293 în Japonia,[197] 600.000 în Regatul Unit)[103]
- Grand Theft Auto III (7.509 milioane (aproximativ): 6.55 milioane în SUA,[81] 358,917 în Japonia,[197] 600.000 în Regatul Unit)[103]
- Metal Gear Solid 2: Sons of Liberty (7 milioane)[198]
- Final Fantasy X (6.6 milioane) [199]
- Final Fantasy XII (5,2 milioane (aproximativ): 2,4 milioane în Japonia,[200] 1,7 milioane în SUA,[81] 1.un milion în Europa;[201] 5,2 milioane expediate)[202]

Total jocuri vândute pentru PlayStation până la data de 31 martie 2009: 1,51 miliarde.

#### PlayStation 3

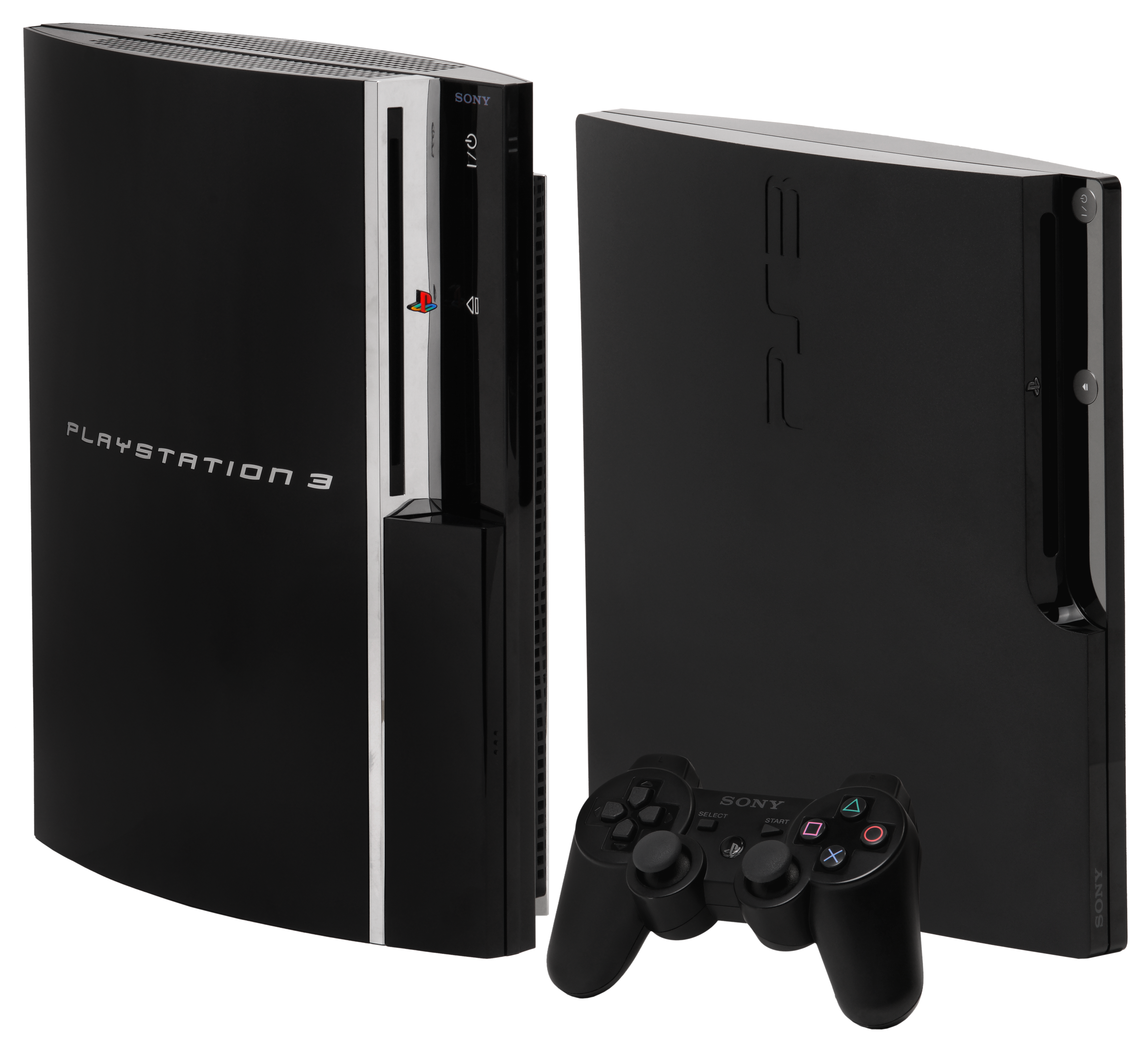
PlayStation 3

Jocuri pentru PlayStation 3 care s-au vândut în cel puțin un milion de exemplare.
- Gran Turismo 5 (7.43 milioane)[186]
- Gran Turismo 5 Prologue (5.34 milioane)[186]
- Call of Duty: Modern Warfare 2 (4,8 milioane (aproximativ); 3.53un milion în SUA,[90][91][92][93] 244.578 and 25.268 The Best în Japonia,[203] cel puțin un milion în Regatul Unit)[95]
- Uncharted 3: Drake's Deception  (3,8 milioane)[204]
- Uncharted 2: Among Thieves  (3,8 milioane)[205]
- MotorStorm (3,3 milioane)[206]
- Call of Duty: Black Ops (3.269 milioane units (aproximativ); 3.094 milioane în SUA,[207] 175,813 în Japonia[203])
- Metal Gear Solid 4: Guns of the Patriots (3 milioane;[208] 1.97 milioane (aproximativ); 1.076 milioane în SUA,[209] 706,461 în Japonia,[203] 200.000 în Regatul Unit)[151]
- LittleBigPlanet (3 milioane)[210]
- Final Fantasy XIII (2.89 milioane (aproximativ): 1.85 milioane în Japonia, 140.000 in other Asian countries,[164] 828,200 în SUA,[211] 100.000 în Regatul Unit)[82]
- Grand Theft Auto IV (2.73 milioane (aproximativ): 1.89 milioane în SUA,[99] 211,240 and 37.306 The Best în Japonia,[212] 600.000 în Regatul Unit)[103]
- Uncharted: Drake's Fortune (2.6 milioane)[213][214]
- Resistance: Fall of Man (2,5 milioane)[215]
- Killzone 2 (2 milioane)[216]
- inFamous (nearly 2 milioane)[217]
- Call of Duty 4: Modern Warfare (1.977 milioane (aproximativ); 1.106 milioane în SUA,[218] 122,019 regular and 149,028 The Best în Japonia,[203] 600.000 în Regatul Unit)[103]
- Call of Duty: World at War (1.83 milioane (aproximativ); 1.238 milioane în SUA,[218] 600.000 în Regatul Unit)[103]
- Heavy Rain (1,7 milioane)[219]
- Resident Evil 5 (1.62 milioane (aproximativ): 585.000 în SUA,[220] 520,564 and 258,961 Gold Edition în Japonia,[203] 200.000 în Regatul Unit,[85] 62,040 in France)[221]
- Heavenly Sword (1,5 milioane)[222]
- God of War III (1.46 milioane (aproximativ); 1.28 milioane în SUA,[211][223] 100.000 în Regatul Unit,[82] 88,956 în Japonia)[203]
- Red Dead Redemption (1.35 milioane (aproximativ), 947,400 în SUA,[224][225] 300.000 în Regatul Unit,[151] 109,340 în Japonia)[203]
- Ratchet & Clank Future: Tools of Destruction (1.25 milioane)[226]
- MotorStorm: Pacific Rift (un milion)[227]
- Ratchet & Clank Future: A Crack in Time (un milion)[228]

Total jocuri vândute pentru PlayStation până la data de 16 martie 2012: 568,1 milioane

#### PlayStation Portable

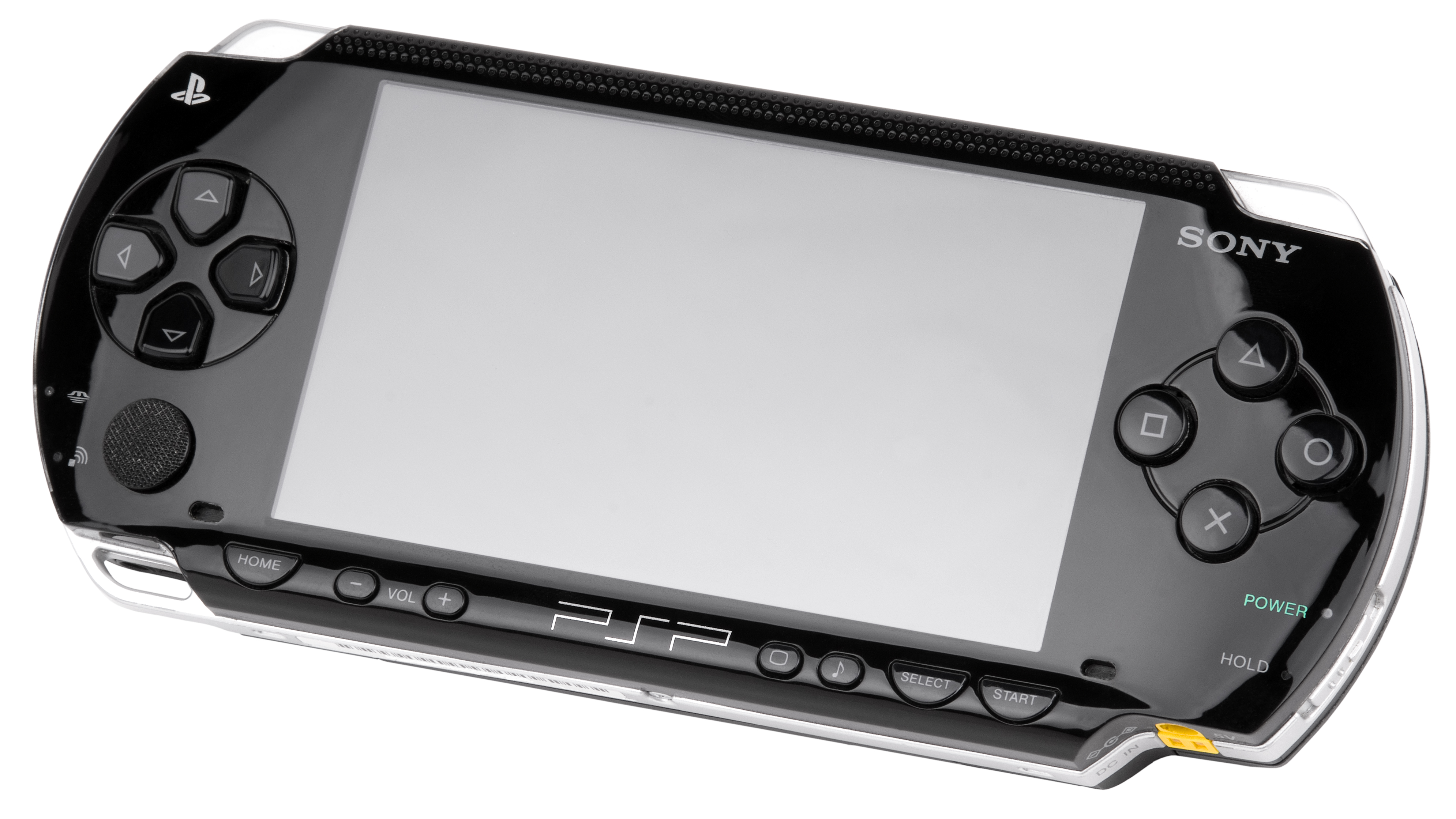
PlayStation Portable

Jocuri pentru PSP care s-au vândut în cel puțin un milion de exemplare.
- Monster Hunter Portable 3rd (4,12 milioane în Japonia)[230]
- Gran Turismo (3,6 milioane)[186]
- Monster Hunter Freedom Unite (3,1 milioane;[125] 3,5 milioane expediate)[231]
- Grand Theft Auto: Liberty City Stories (2,725,507 (aproximativ): 2 milioane în SUA,[232] 125,507 în Japonia,[233] 600.000 în Regatul Unit)[103]
- Crisis Core: Final Fantasy VII (2,59 milioane (aproximativ); 830.000 în Japonia, 710.000 in North America,[234][235] 550.000 în Europa)[235]
- Daxter (2,3 milioane)[236]
- Monster Hunter Freedom 2 (2,3 milioane)[125]
- Dissidia: Final Fantasy (1,8 milioane)[164]
- Need for Speed Most Wanted 5-1-0 (1.32 milioane (aproximativ): 1.un milion în SUA,[232] 200.000 în Regatul Unit,[85] 27,151 în Japonia)[233]
- Midnight Club 3: DUB Edition (1,3 milioane (aproximativ): 1.un milion în SUA,[232] 200.000 în Regatul Unit)[85]
- Monster Hunter Freedom (1,2 milioane)[125]
- Grand Theft Auto: Vice City Stories (1.13 milioane (aproximativ); 950.000 în SUA,[232] 100.000 în Regatul Unit,[82] 80,420 în Japonia)[233]
- Hot Shots Golf: Open Tee (un milion)[237]
- Tekken: Dark Resurrection (un milion)[238]
- Wipeout Pure (un milion)[239]

Total jocuri vândute pentru PlayStation Portable până la data de 31 decembrie 2009: 251.6 milioane.

### Jocuri la pachet
Jocuri care au fost vândute la pachet cu consola sau care au vândut și separat peste zece milioane de copii.
- Wii Sports (Wii – 79.16 milioane,[240] packaged with system in all regions except Japan)
- Super Mario Bros. (NES – 40.24 milioane)[111][112]
- Tetris (Game Boy – 35 milioane)[150]
- Super Mario World (SNES – 20.60 milioane)[112][122]
- Kinect Adventures (Xbox 360 - 18 milioane, la pachet cu Kinect)[241]
- Sonic the Hedgehog (Sega Mega Drive/Genesis - 15 milioane)[169]

## PC
Jocuri pentru Microsoft Windows, Mac OS X și Linux care s-au vândut în peste cinci milioane de copii. Pachetele de expansiune nu sunt luate în calcul (cu excepția pachetelor pentru StarCraft și Guild Wars). De asemenea, vânzările prin distribuție digitală (ca cele prin Steam, Direct2Drive, etc.) sunt omise după ce NPD Group și alte organizații nu au reușit să stabilească cu exactitate câte jocuri s-au vândut prin această metodă.
- The Sims (16 milioane)[56]
- Lemmings (15 milioane, pe toate SO)[242]
- The Sims 2 (13 milioane)[243]
  - The Sims 2: Pets [expansion pack] (5.6 milioane)[244]
- StarCraft (11 milioane)[245]
- Half-Life (9,3 milioane,[83][84] pot fi incluse aici și versiunile de PS2)
- Half-Life 2 (6,5 milioane,[83][84] pot fi incluse aici și versiunile de Xbox dar nu sunt incluse vânzările Steam)
- Guild Wars (6 milioane în America de Nord, Europa și Asia; include Factions, Nightfall și Eye of the North)[246]
- Myst (6 milioane)[247]
- Minecraft (5,3 milioane)[248]
- SimCity 3000 (5 milioane; include ediția Sim City 3000 Unlimited)[249]

## Telefon mobil
- Tetris (100 de milioane+)[250]
- Pac-Man (30 de milioane+ în SUA)[251]
- Angry Birds (cel puțin 12 milioane de vânzări;[252] și 500 de milioane de descărcări)[253]
- Block Breaker Deluxe (8 milioane)[254]
- Sonic the Hedgehog (8 milioane)[255]
- Fruit Ninja (vândut în cel puțin 6 milioane de exemplare;[256] 20 de milioane de descărcări)[257]
- Doodle Jump (5 milioane)[258]
- Final Fantasy IV: The After Years (3 milioane)[259]
- Flight Control (2 milioane)[260]
- Pocket God (2 milioane)[261]
- Brain Challenge (1,5 milioane)[262]
- Flick Fishing (1,3 milioane)[263]
- Bubble Bash (un milion)[254]
- Coin Stack 2600 (un milion in Korea)[264]
- Cut the Rope (un milion)[265]
- Doom RPG (un milion)[266]
- Guitar Hero III Mobile (un milion)[267]
- Super Bomberman (un milion)[268]

## Arcade
Această listă include jocuri arcade care s-au vândut în peste 10.000 de exemplare sau aparate.
- Pac-Man (400.000)[269]
- Space Invaders (360.000)[270]
- Street Fighter II (aproximativ 200.000)
  - Street Fighter II': Champion Edition (140.000 în Japonia)[271]
  - Street Fighter II: The World Warrior (60.000)[272]
- Donkey Kong (125.000)[273]
- Ms. Pac-Man (125.000)[274][275]
- Asteroids (70.000)[275]
- Defender (60.000)[276][277]
- Centipede (55,988)[278]
- Galaxian (40.000 în SUA)[279]
- Donkey Kong Jr. (35.000 în SUA)[280]
- Mr. Do! (30.000 în SUA)[281]
- Tempest (29.000)[282]
- Mortal Kombat II (27.000)[283]
- Mortal Kombat (24.000)[283]
- Robotron: 2084 (23.000)[282]
- Dig Dug (22.228 în SUA)[278]
- Pole Position (21.000 în SUA)[282]
- Popeye (20.000 în SUA)[280]
- Out Run (20.000)[284]
- Dance Dance Revolution (20.000)[285]
- Pump It Up (20.000)[285]
- Missile Command (20.000)[286]
- Jungle Hunt (18.000 în SUA)[287]
- Stargate (15.000)[282]
- Star Wars (12,695)[278]
- Space Duel (12.038)[278]
- Pong (8500–19.000)[288][289]
- Breakout (11.000)[290]
- Sea Wolf (10.000)[291]